# スティーブン・ユニバース
『スティーブン・ユニバース』（Steven Universe）は、カートゥーン ネットワーク オリジナルのアメリカのテレビアニメ。アメリカ合衆国では2013年11月4日から2020年3月27日まで、日本では2014年6月1日から2021年12月6日まで放送された。

## 解説
『アドベンチャー・タイム』にて音楽や美術のセンスで頭角を現したアニメーターのレベッカ・シュガーが、20代の若さでカートゥーンネットワーク初の女性アニメ監督に着任したテレビシリーズ。
女性のような姿になれる宝石たちのマジカルチーム「クリスタル・ジェムズ」が、美しい地球を守るべく故郷の星と戦うファンタジーミュージカルアニメ。海辺の田舎町に住む少年スティーブンの視点を通し、複雑な過去やコンプレックスを抱えるジェムや人間たちが織りなす性別に囚われない多様な愛を、切なくもハートフルに描いている。
クリエイターのレベッカ・シュガーは多くのビデオゲームやニコロデオンのアニメ『インベーダー・ジム』、『少女革命ウテナ』『美少女戦士セーラームーン』『輪るピングドラム』『未来少年コナン』を始めとした日本のアニメなどに強い影響を受けており、本作品に多数のオマージュやパロディを盛り込んでいる。例えばシーズン2第6話のパールの剣捌きは『ウテナ』に由来し、シーズン2第9話のグレッグとローズのダンスは劇場版ウテナのウテナとアンシーのオマージュであり、スティーブンの部屋の中に『セーラームーン』の漫画本が置いてあったり、シーズン4第5話「占いロボット ゾルトロン」は『未来少年コナン』と『ボルトロン』のパロディ等である。
本作では女性型の宇宙人であるジェム同士の恋愛（厳密には無性別だが、便宜的に「彼女」という三人称が使われている）が複数描かれており、カートゥーンネットワークで初めて同性愛を扱った作品になる。
日本のアニメ作品『リトルウィッチアカデミア』のメインアニメーターである堀剛史は本作品のファンであり、レベッカの打診を受けてシーズン4第4話にスタッフとして参加した。また、堀は『リトルウィッチアカデミア』でレベッカとシリーズディレクターのイアン・ジョーンズ・クオーティ、本作品の登場人物コニーをカメオ出演させている。
2021年の途中から、一部の回が放送リストから外されている。

## あらすじ
海辺の静かな町ビーチシティの古い神殿で暮らすクリスタル・ジェムズのガーネット、アメジスト、パール、スティーブンは地球を守るために戦うマジカルチーム。
ガーネットたちは遠い星から来たジェムという人の形になれる宝石型生命体であり、クリスタル・ジェムズの元リーダーローズ・クォーツと元ロック歌手の人間グレッグ・ユニバースが恋に落ちて生まれたスティーブンは、ローズのジェムを受け継いでいるがチームの一員としてはまだまだ半人前。
遡ること数千年前、ジェムズの故郷ホームワールドの地球植民地化計画に反対したクリスタル・ジェムズは、地球の保護と自分たちの自由のために反乱を起こし、多くの犠牲を払いながらローズたち数少ないメンバーが生き残る。そして現在、ホームワールドが地球に送り込んだ調査ロボットのレッドアイとの遭遇をきっかけに、クリスタル・ジェムズは新たな戦いに直面していく。

## 登場人物

### クリスタル・ジェムズとその家族
スティーブン・ユニバース（Steven Universe）
声：ザック・カリソン/日本語吹き替え：林勇
本作の主人公。人間とジェムの間に生まれた男の子で、お腹のジェム（宝石）は母親のローズ・クォーツから受け継いだもの。フルネームはスティーブン・クォーツ・ユニバース。年齢は14歳だが、ジェムと人間のハーフなので成長のスピードはゆっくり。一人称は「僕」。ダークブラウンの天然パーマと背が低くて小太りな体、マゼンタレッドの星柄Tシャツが特徴。
思いやりが深く素直で優しい心の持ち主で、敵であっても傷ついた相手には手を差し伸べずにいられない。有機物・無機質を問わずに友達のように話しかけ、大切に扱っている。ホラー映画やオニオンに見せられた本物の出産ビデオ等は苦手。父親のグレッグの影響でウクレレやピアノが弾ける。即興で歌を作るのも得意。
神殿で同居しているガーネットたちにとっては弟のような存在。ある時期を境にジェムストーンからローズの盾を出せるようになり、クリスタルジェムズの見習いとして戦いに参加できるようになった。最初はヒーローへの憧れから仲間を困らせる事も多かったが、次第にチームの精神的な支柱として成長していき、みんなを支えて生きていきたいと思う様になる。
ローズの盾による強力な防御能力の他には、他のジェムズ同様にバブルを作り、ジェムの状態に戻したジェムモンスターや危険なアイテムを閉じ込めて神殿内の保管庫に転送することができる。スティーブンのバブルを作る力は通常よりも強いらしく、巨大なバブルを作って自分や仲間の身を守ることができる。
エピソードの進行と同時に様々な魔法に目覚めていき、唾液による治癒能力（ローズは涙だった）をはじめ、植物に命を吹き込む、他人の夢や意識とシンクロする、長時間の空中浮遊、人間のコニーとステボニーに合体できるなど能力は未知数。まだ完全に能力をコントロールできる訳ではなく、特に変身能力に関しては未熟。猫に変身しようとした結果猫の指に飲み込まれかけたり、成長し続けたあまりに老衰で死にかけたり、背を伸ばし続けた結果反動で赤ん坊に戻ったことがある。ローズの盾をフリスビーの様に飛ばして攻撃できる他、アメジストとの特訓を境に、巨大バブルにトゲを出して攻撃する技も覚えた。
人間社会に疎いジェムズが学校の事を理解しておらず一度も学校に行っていないが、一定の教育は受けており読書好き。グレッグは大学に行って欲しいと思っているが、スティーブンはビーチシティから離れることを嫌っている。ビーチシティの住人とはご近所感覚で仲良くしており、年の近い友達は常連の食べ物屋で働くピーディーやセイディくらいだったが、後にコニーというガールフレンド未満の親友ができた。自分と家族を置いて消えたローズに複雑な思いを抱えており、自分がローズの息子であると同時に彼女の化身であることや、ホームワールドのジェムには自分がローズ本人ではないと理解されず憎まれること、自分が普通の人間でも普通のジェムでもないことに思い悩んでいる。
ガーネット（Garnet）
声：エステル/斎賀みつき
クリスタルジェムズのリーダー格で、赤紫の肌と立方体のアフロヘアー、パフスリーブのボディスーツが特徴。常に気高く冷静沈着で、何事にも真剣・大胆に取り組むタイプ。口数は少ないが意外と寛容で茶目っ気があり、厳しそうに見えても結局スティーブンには甘い。一人称は「わたし」。
ジェムズで一番パワーが強い。本体のジェムは両掌にあるガーネット（右手と左手でカットが異なる）で、左右一対の巨大なガントレットを召喚できる。常に装着しているバイザーを外すと額に第3の目がある。額の目には未来予知の能力があり、他者の額に口付けをして一時的に予知能力を付与できる。
正体はルビーとサファイアが合体した合体ジェム。相思相愛の仲であるルビーとサファイアの愛の化身と言うべき存在で、二人の愛の深さによって半永久的に合体を保つことができ、ありのままの自分でいられる地球を守るために戦っている。クリスタルジェムズで合体に一番詳しく、そして一番大切に思っている。自分を受け入れてくれたローズを尊敬しており、彼女や地球を侮辱したペリドットに激怒したことがある。
ルビー 1F4（Ruby 1F4）
声：シャーリン・イー/東内マリ子
ガーネットが合体していない状態のジェム。本体のジェムは左の手のひらにあるルビー。筋肉質な赤い体と頭のハチマキが特徴。短気で自分の感情を持て余しがちだが、サファイアのことが大好き。サファイアの判断に従い、彼女を守っている。サファイア同様に身長はスティーブンと同じくらい。
武器のガントレットはひとつだけ出せる。興奮すると炎を作り出してしまう。
ルビーはホームワールドで兵士用に大量生産されるジェムズ。元々はサファイアの護衛で、右肩にジェムがあるルビーと右手の甲にジェムがあるルビーと合体を前提にチームを組んでいた（ルビー同士の合体は巨大化するだけで、見た目や人格に大きな変化はない）。
反逆したばかりのローズとパールへの対策で地球を訪れたサファイアに同行した際、パールの襲撃で仲間の二人は倒され、自分はサファイアをかばった時に彼女と合体してしまう。当時異種同士のジェムの合体は前代未聞であり、貴族と合体したことを咎められて粛清されそうになるが、サファイアに手を引かれて脱走した。二人でしばらく地球の自然を見て回った後、再びガーネットに合体した。その後パールとローズに出会い、ローズに合体を受け入れられてクリスタルジェムズに加入した。
ルビーたちとの野球対決では合体を解いてルビーチームに加わるが、試合そっちのけでサファイアとイチャイチャしていた。
サファイア（Sapphire）
声：エリカ・ラットレル/蔵合紗恵子
ガーネットが合体していない状態のジェム。本体のジェムは右の手の平にあるサファイア。ドレスを着ていて、水色の長い髪に隠れた目は1つ。穏やかで冷静沈着な性格で、決断力と行動力がある。ルビーのことが大好き。
空中浮遊のほかに未来予知ができ、興奮すると氷を作り出してしまう。ルビーチームとの野球対決では人間のソフィー（Sophie）を名乗った。
元々はホームワールドの貴族のジェムズで、予知能力を使ってブルー・ダイヤモンドに仕えており、地球の美しさが植民地化で失われることを残念がっていた。自分がパールに倒された後にクリスタルジェムズが制圧される未来を予知していたが、ルビーがそれをよしとしなかったので予知とは全く違う未来が訪れることとなった。
ホームワールドでは貴族で、ラピスやアメジストよりも地位が高い存在。希少種ということだが、ブルーダイヤモンドによれば、彼女の他にもサファイアは何体かいるらしい。
パール（Pearl）
声：ディディー・マグノ・ホール（Deedee Magno Hall）/小島幸子
クリスタルジェムズのメンバーで、背が高く華奢な白い体と淡いオレンジピンクの短髪が特徴のジェム。綺麗好きで完璧主義な自慢屋だが、失敗には極端に臆病な面も。スティーブンに対しては特に過保護で母親のように接する。人間の文化に馴れていないのか学校や出入り禁止の意味をあまり分かっていない。一人称は「あたし」。ルビー達との野球対決では人間のアール(Earl)を名乗った。
本体のジェムは額の真珠で、過去の記憶や練習用の分身をホログラムとして映し出したり、物を収納したり、光の刃がついた白い槍を召喚できる。剣を武器にすることもある。バレエのような優雅なダンスを好み、優れた戦闘技術を持つ。科学知識が豊富でメカニックが得意。
ローズを敬愛すると同時に恋愛感情を抱いており、彼女を守りたくて故郷を捨てた。今はローズの理想のために地球を守っているが、ローズへの失恋や彼女を失った悲しみから今でも立ち直れていない。ローズとは特別な関係で彼女の秘密の全てを知っていると自負するため、自分が存在を知らないライオンがローズの剣を持っていた事に半狂乱になり、「パールを守りたかった」と言うスティーブンに八つ当たりしてしまった事があるが、和解後に「時々ローズがスティーブンを通して自分を見ている気がする」と打ち明けている。実は地球を捨ててローズと宇宙を旅したいという願望があったらしく、納屋のガラクタで作った宇宙船にスティーブンを乗せ、「50年後に戻ってくるから」とグレッグの反対を押し切って宇宙に行こうとするが宇宙船は壊れてしまい、スティーブンの説得で諦めて脱出した。恋敵であるグレッグとはお互い気まずい関係だが彼を憎んでいる訳ではなく、スティーブンに誘われたエンパイアシティへの旅をきっかけに和解した。
ペリドットによるとパールは身分があるジェムの召使い用に作られているジェムズであり、自己主張をしない「見栄えのいい荷物持ち」とのこと。実際にイエローダイヤモンドとブルーダイヤモンドの召使いとして別個体のパールが登場している。彼女も元はダイヤモンドに仕える身だった。
元々戦闘用ではないらしく、ローズに剣を習って戦い方を覚えた。コニーに剣を教える際、コニーに自分を投影してスティーブンへの忠誠心を教え込もうとした。ビスマスの様子では、昔は今ほど積極的ではなかったらしい。
パールの身分は故郷で最も低かったためか、自信に満ちた普段の言動とは裏腹に実際は自分に自信がなく、常に受け身で他者のリーダーシップに依存してきた。深い愛で満たされたガーネットとサードニクスに合体できる事に喜びを覚え、繰り返し合体したいが為に通信センターを勝手に修復して自作自演をし、それを知ったガーネットに厳しく叱責された事がある。その際丸2日間口を利いてもらえなかったが、ペリドットの罠にガーネットと閉じ込められた際、合体にこだわる理由を告白して謝罪し、それを受け入れたガーネットの申し出で再度サードニクスに合体し脱出した。
アメジスト 5-8XM（Amethyst 5-8XM）
声：ミカエラ・ディーツ/青山桐子
クリスタルジェムズのメンバー。薄紫の長い髪と紫色のぽっちゃりした体が特徴のジェムで、身長はスティーブンと同じくらい。がさつでおおざっぱな性格で部屋はゴミだらけ。好戦的で自由と楽しいことを好み、ジェムなので特に必要はないが食べることや寝ることが大好き。一人称は「あたい」。語尾に「～だぜ」。スティーブンとは気の合う姉弟のような関係。ルビーたちとの野球対決では人間のエイミー（Amy）を名乗った。
本体のジェムは胸にあるアメジストで、エネルギー製の鞭を召喚できる。体を丸めてスピン攻撃も可能。変身能力を頻繁に使っており、変身のバリエーションが最も多い。せっかちなためジェムの中にこもっていられる期間がガーネットやパールよりも短く、回復が不十分な状態で復活して異形の姿になってしまったことがある。
アメジストは地球にあった「幼稚園」で作られたジェムズで、ペリドットによると「クォーツ」という高い身分の戦士らしい。他のアメジストよりも500年ほど遅れて生まれたために只一人「幼稚園」襲撃の被害を免れ、生まれてからローズ達に発見されるまで廃墟と化した「幼稚園」に取り残されていた。実は明るい性格の裏で、普通よりも背が低くパワーも弱い状態で生まれたことに強い劣等感を抱いており、自分の能力を持てないペリドットに共感していた。
ガーネットやパールの小言に対するストレス発散のため、密かに覆面レスラーのパープル・ピューマに扮して活躍しており、偶然スティーブンに見つかってしまった。
昔からパールとはガサツな生活態度を注意されて反りが合わず、自分の出生のせいで嫌われていると思っていたが、実際はそうではなく「今のままのアメジストが一番」と言ってもらえた。それからはパールとの関係は改善していき、彼女に褒められたり相談に乗ることも増えた。
グレッグとローズが出会ったばかりの頃は子供の姿で髪の毛も短かったが、グレッグの髪型に憧れて髪を伸ばした。ローズは姉のような存在であり、普段は表に出さないがグレッグに複雑な心境を抱いている。
ペリドットの加入後は何かと世話を焼いたりしていたが、ジャスパーと対峙した際に「遅生まれの出来損ない」と嘲笑われて敗北してしまい、更に自分がジェムに戻っている間にジャスパーを撃退したステボニーを見て自信を失ってしまう。自分の弱さと比較してスティーブンは凄いと称賛するが、アメジストの方が凄いと主張するスティーブンとどちらがダメなジェムかを競い、スティーブンがローズと同一視されて悩んでいることを知った。再度ジャスパーとモンスタージェムの兵隊を発見して1人で戦おうとするが歯が立たず、諦め掛けた時に「誰にも似ていないダメなジェム」同士であるスティーブンの言葉に救われ、スモーキー・クォーツへの合体を遂げる。
サワークリームとオニオンの母親である画家のヴィダリアとは昔からの友人で、がさつな言葉使いや破壊活動等を通してお互いに影響し合っている。ヴィダリアの自宅のガレージに保管された沢山の絵のほとんどが、アメジスト本人をモデルにしている。このガレージの絵を初めて見たスティーブンは、アメジストのファンかストーカーがいると勘違いした。
ローズ・クォーツ（Rose Quartz）
声：スーザン・イーガン/五十嵐麗
スティーブンの母親。クリスタルジェムズの創設者で元リーダー。ピンク色の長く豊かな巻き毛とベージュ色のふくよかな体を持ち、袖なしの白いドレスを着た美しいジェム。グレッグやガーネットよりも背が高い。
スティーブンが生まれた時に姿を消し、現在はスティーブンの一部になっている。スティーブンの誕生により自分が消える事が分かっていたようで、スティーブンに宛てたビデオレターをライオンのたてがみの中に残していた。
本体のジェムはドレスの腹部に空いた星型の穴からのぞくローズクォーツ。武器はバラの意匠が施されたピンク色の剣と盾で、盾はスティーブンに引き継がれ、剣はライオンのたてがみにしまわれていたがコニーに貸し出された。涙によってジェムや生き物の怪我を治癒する能力があり、レーザー砲等の兵器も多数所持していた。
リーダーシップが強く、穏やかで母性的な一面と少女らしい一面を持つ人物で、あらゆる可能性を秘めた命が生きる地球への慈しみからクリスタルジェムズを創設、ホームワールド・ジェム史上初めての反乱を起こした。永遠の命を持つジェムとは異なり、短い命でも成長ができて独自の文化を形成した人間に憧れを持つ節も見られる。パールによるとローズに恋する人間の男は時々現れていたが、ローズが応えたのはグレッグただ一人だったらしい。
ガーネットによるとたくさんの秘密を持っていたようで、あらゆる面で謎が多い。かつてはピンク・ダイヤモンドにジャスパーと共に仕えており、反乱の際にピンク・ダイヤモンドを殺害したとされるが詳しいことは分かっていない。ビスマスをバブルに閉じ込めた事をパール達に隠していたりと、問題のある一面もあった。
後に彼女の正体はクォーツに変身したピンク・ダイヤモンドであったと判明。
本来は一部のジェムしか持っていない貴重な癒しの力をクォーツであるローズやスティーブンが持っているのはこのためである。
初めての植民地を持ったが自由に出歩けないことに不満を漏らすピンク・ダイヤモンドにパールがクォーツに変身することを提案、その時初めてローズ・クォーツに変身した。
その時に見て回った地球の自然や生命の美しさに感動し、このまま植民地化を進めれば地球上の全ての生命を絶滅させることになるため植民地化を阻止すると決める。
そしてガーネットに出会い、異種ジェム同士の合体をタブー視する故郷のルールにも違和感を感じ、自由と地球の未来のためにクリスタルジェムズを創設することを決意。
最高位のダイヤモンドであるピンクがただのクォーツであるローズに負けた理由が長い間謎とされてきたが、その真相はローズに変身したパールと協力し合い、ピンク・ダイヤモンドを討ち取ったように見せかけ、これ以降ピンクはずっとローズ・クォーツに変身したままでスティーブンを産み落とし、消滅。
その秘密はパールだけが知り、ガーネットやアメジストも知らなかった。
グレッグ・ユニバース（Greg Universe）
声：トム・シャープリング/多田野曜平
スティーブンの父親で、キャンピングカー暮らしをしながら洗車場を営む中年男性。素朴で懐の深い優しい人物で、スティーブンにとっては自慢の父親。かつて大スターを目指し、大学を中退して国中を旅したロックミュージシャンで、今でも愛用のギターをよく弾いている。歌手になるために改名しており、本名はグレッグ・デ・マヨ。
スティーブンを物心がつくまで育てた後、神殿のクリスタルジェムズに預けている。ジェムズから戦いに関わらないよう警告されており、傍観的な立場を取っている（ただしアプリゲームではプレイアブルキャラの1人）。ジェムズからローズを奪ってしまったことに負い目があり、居心地の悪さを自覚しているがスティーブンの傍から離れることはなく、いつかジェムズの力になりたいと願っている。
若い頃はスティーブンを精悍にしたような青年で、耳にピアスをつけていた。興行に訪れたビーチシティでただ1人の観客だったローズと相思相愛になり、ローズの傍にいるために歌手をやめてビーチシティに留まった。それからはサワークリームのベビーシッターをしてお金を稼いだが、もともと金儲けには興味がなく、芸能活動には未練がない模様。
後にこの時の経験を生かし「セイディ・キラーズ」のマネージャーとなり、洗車場を辞める。
ローズと出会って数ヶ月後、ローズとレインボー・クォーツに合体したパールに対抗し、ローズと踊って最後にキスをし合体しようとしたができなかった。ローズが「人間とジェムは合体できない」と大笑いし、「私は人間が大好きで、あなたは人間だから何の問題もない」と言ったことに決定的な価値観の違いを悟り、自分と対等に話して欲しいと訴える。ローズとの話し合いを通じ、相手のことが「分からない」という気持ちを理解し合うことで初めて心が通い、彼女との距離は急速に縮まった（ガーネット曰く、合体に成功した）。こうした経緯もあり、ジェムの合体を見るのは苦手。
続編スティーブン・ユニバース フューチャーでは、歌手活動をする以前の話が語られた。厳格な両親に育てられ、子供時代は音楽などほとんどの娯楽を禁止され、友達にロック歌手のCDを借りたことをきっかけにロックに目覚める。
歌手になることを夢見るも両親に反対され家を飛び出し、絶縁状態は今も続いている。
自身の子供時代が抑圧されてきたため、息子のスティーブンはできるだけ自由にさせている。
ライオン（Lion）
声：ディー・ブラッドリー・ベイカー/金本涼輔
スティーブンに飼われているピンク色のライオン。とてもマイペースな性格。元々はローズのペットでローズ同様に謎が多く、パールですら存在を知らなかった。初登場回では砂漠におり、アメジストが持ち帰ったジェムを追っていた。雄叫びによる攻撃や、瞬間移動と水上・亜空間での移動も可能。
たてがみの中が草原のような異空間になっており、スティーブンはたてがみの中から自由に物を出し入れできる。異空間の中には空気が無い様で、スティーブンは息を止めながら行動している。ローズの剣をたてがみから出したことがあり、ローズの剣のさやをイチゴ畑の中から見つけ出したこともある。
ビスマス（Bismuth）
声：ウゾ・アドゥーバ/野沢由香里
ライオンのたてがみの中にバブル化されて保管されていたジェム。虹色のドレッドヘアと大きな青い体の持ち主で、陽気で姉御肌の武器職人。本体のジェムは胸にあるビスマス。友達を大切にする性格で、環境の変化やスティーブンの存在をすぐに受け入れてくれた。
手をハンマーやギロチンなどの武器に変化させられる。ジェムズの武器はすべて彼女が作ったもので、神殿とローズの剣も作っており、復活時にはガーネットらの武器を強化した。火山の麓にある”The Forge"という場所で溶岩を浴びて鉄のような塊を掴み出し、ハンマーに変えた手で鍛えて武器を作っていたが、彼女が消えてからは廃墟と化していた。
地球を守るという意思はローズと一致していたが、殺生を許さないというローズに対し、守るためには破壊も必要と唱え、ジェムを復活不可能なほどに粉砕する武器「ジェムクラッシャー」を作り出したビスマスは対立し、ローズにバブル化されて5000年以上も存在を隠されていた。
ローズと同じようにジェムクラッシャーを否定したスティーブンをローズと同一視して攻撃し、自分にジェムクラッシャーを使うよう迫るがローズの剣に貫かれる。友達に真実を伝えず全てを無かったことにしたローズへの憤りや悲しみをスティーブンにぶつけるが、真実を知らせる意志を見せたスティーブンに「それが本当なら、あんたはローズよりもずっといい」と泣きながらジェムに戻った。
ビスマスのジェムはバブル化されて神殿に保管され、ことの顛末をスティーブンから聞いたガーネットらは強化された武器の本当の用途（破壊）を知り、それらの使用を控えている。
クレイジー・レース・アゲート（Crazy Lace Agate） / ビッグス・ジャスパー（Biggs Jasper） / スノーフレーク・オブシディアン（Snowflake Obsidian）
ビスマスが言及したジェム達。かつてのクリスタルジェムズの仲間と思われる。

### ホームワールド・ジェムズ
ラピスラズリ（Lapis Lazuli）
声：ジェニファー・パス/早水リサ
スティーブンがパールにもらった魔法の鏡に封印されていたジェム。スティーブンに解放された後は、故郷に帰りたくてもジェムが傷ついて力を出せず、地球の海を吸い上げて操ろうとしたが、スティーブンの癒しのツバで癒やされ地球を去る。スティーブンには友好的だが、自分の存在を気にもかけなかった他のクリスタルジェムズには恨みを持つ。
青い華奢な体とワンピースに素足の姿が特徴で、ジェムは背中にあるラピスラズリ。他のジェムのように武器は召喚せず、水を操って攻撃したり、水の翼を作って空を飛ぶこともできる。ジェムたちの中でもずば抜けて力が強く、ジェムが傷ついていてもガーネットですら歯が立たない。しかし争いは好まず、率先して戦ったりはしない。
後に通信でクリスタルジェムズに自分の仲間が来ること、そして自分達と戦わないように警告した。
情報提供者として半ば強制的にジャスパー達の宇宙船に連れてこられたようで、クリスタルジェムズが捕まった時は囚われの身となっていたが、ホームワールドとの敵対を恐れてスティーブンの助けを拒否した。墜落後に脱出を図るもジャスパーに捕らえられ、地球やクリスタルジェムズへの憎しみを理由に合体を唆されて了承するが、これは身を呈したラピスの作戦であり、マラカイトになった直後にジャスパーもろとも海中へと引きずり込んでいった。
その後、スイカの島にマラカイトの状態で現れ、アレクサンドライトとスイカのスティーブン、スイカの島の住民達の協力で合体を解かれ、クリスタルジェムズに救出された。
マラカイトから離れたあと、スティーブンのおじの納屋で休んでいたが、故郷に帰りたくても帰ることが出来ず、様子を見に来たスティーブンを背中に乗せて居場所を探してもらう最中、転送装置を見て過去を思い出す。数千年前地球に立ち寄った際にジェム達の戦いに巻き込まれ、クリスタルジェムズ（ビスマスと似ている）の攻撃でジェムに戻り、ホームワールド軍にはクリスタル・ジェムズと間違えられて鏡に閉じ込められ、引き上げの際に鏡のジェムを踏まれて放置されてしまい、パールに発見されて持ち帰られた。
その後スティーブンの勧めで地球に留まることになり、納屋でペリドットと同居する。当初は自分を利用したペリドットを嫌っており、プレゼントに渡されたテープレコーダーを壊してしまったが、それを反省してペリドットの追っ手であるルビー・スカッドの宇宙船を撃墜した。ジャスパーとの合体がトラウマで水を嫌うが、「ジャスパーが恋しい」とも発言している。グレッグがレンタルした船にスティーブンに乗せてもらった途中でジャスパーが現れ、再び合体を申し込まれるが拒否し、水で作った拳で吹っ飛ばした。
ペリドットと同居するようになってからは、スティーブンと話す時以外では気怠げでやさぐれた様子であり、髪もボサボサになっている。ルビーチームとの野球対決ではボブ（Bob）を名乗った。
ペリドット 2F5L-5XG（Peridot 2F5L-5XG）
声：シェルビー・ラバラ/日野未歩
イエロー・ダイヤモンドに仕えるホームワールドの技術者で幼稚園の管理者。小型メカ・ロボノイドが修理した転送装置から現れた。緑色の肌にひし形の黄色い髪と透明のバイザーが特徴。ジェムは額にあるペリドット。
エネルギーが枯渇したホームワールドで量産された第2世代型ペリドットで、正規のジェムのような能力を持たない代わりに、最新テクノロジーを搭載した強化パーツを手足に装着している。強化パーツを付けた状態だとパールくらいの長身だが、外すとスティーブンと同じくらいの大きさになる。
地球に調査ロボットのレッド・アイを送り込んだが通信が途絶えたため、ロボノイドに転送装置を修理させて地球を訪れた。幼稚園の地下に隠していた基地に忍び込んだスティーブンに出会い、彼を助けようとしたクリスタルジェムズの妨害を受け、報告に反して地球のジェムが生き残っていたことに驚く。
転送装置を破壊されたため、ジャスパーと情報提供者のラピスと共に宇宙船に乗ってくるが、操縦室に侵入したクリスタルジェムズに宇宙船を墜落させられ、地球のビーチシティ付近に脱出した。ホームワールドと連絡をつけようとするがクリスタルジェムズに妨害され、宇宙船の跡地ではスティーブンから逃げるために左足のパーツを切り離す。初登場時は冷酷で無表情だったが、次第に感情をむき出しにする偉そうで子供じみた性格に変わっていった。
地中に埋めたクラスターが地球を破壊する予定だったため、慌ててスティーブンを拉致して転送装置を修復させようとするが、修復に失敗してしまう。追ってきたジェムズと戦闘になり、いくつかの警告とクラスターという存在について言いかけたところでジェムに戻され、アメジストに装備を海に捨てられた。
ペリドットのジェムはバブル化されて神殿に送られるが、ペリドットの言葉が気になったスティーブンに解放される。装備を外されてバブル化されたことに怒って逃げ出した所をガーネットたちに見つかってしまい、バスルームに立てこもった。スティーブンには友好の証として左足のパーツを返してもらい、ジェムズの捕虜としてクラスター阻止に協力することとなった。
雷鳴をクラスターの音と勘違いしてスティーブンに雷や雨について教わり、初めての雨に感銘を受ける。ダイヤモンド直通のコミュニケーターを手に入れると脱走し、イエローダイヤモンドに通信してクラスターの完成を命じられるが、地球の生命体の可能性を挙げて「この星には守るべきものがある」と拒否する。話を聞かずに地球を壊したがるイエローダイヤモンドに「マヌケ」と言い放ち通信を切ってしまい、すぐに後悔して卒倒したが、影で見ていたジェムズによって仲間に迎え入れられた。
クリスタルジェムズになってからは、スティーブンのおじの納屋でラピスラズリと同居している。ツイッターの肩書は「クリスタルジェムズのリーダー。幼稚園の公式管理者。ビーチシティに座礁中」（当然ながらリーダーは自称）。他のジェムたちのような固有の能力を使えなかったが、スティーブンとアメジストの協力で手を動かさずに金属を操るメタルパワーを開花させた。
宇宙人のマスコットキャラがお気に入り。感じたことや思いの丈を録音するテープレコーダーが宝物で、ラピスに仲直りの印としてプレゼントするが壊されてしまう。それからはスティーブンにプレゼントされたタブレット端末を宝物にしている。ホームワールドにいた頃の身分や常識にとらわれがちで、合体に対して拒否感がある。
ジャスパー（Jasper）
声：キンバリー・ブルックス/塩田朋子
長い白髪とまだら模様入りのオレンジ色の肌を持つ、筋肉質で大柄なジェム。ジェムは鼻にあるジャスパー。ジェムをヘルメットに変形させ、頭突きとスピン攻撃を行う。兵士たちの中でも強いパワーを持ち、合体を弱いジェムが強くなる行為だと蔑視していた。傲慢で高圧的な自信家で、地球を嫌っている。
イエロー・ダイヤモンドに仕えており、ローズとスティーブンを同一人物とみなして激しく敵視する。アメジスト同様「幼稚園」出身で、生まれつき巨大な体を持つ。アメジストと同じく兵士階級で量産型ジェムであるが、体の大きさ故か扱いは全く違い、そのパワーはジェムの中でも最強クラスだった。アメジストを「遅生まれの出来損ない」と嘲笑っている。
本来はペリドットの報告を受けてクラスターを回収しに地球を訪れたが、ペリドットとラピスがクリスタルジェムズの存在を漏らしたためビーチシティに停泊した。そこでローズの力をもつスティーブンを見つけ、ガーネットたちクリスタルジェムズを倒して一緒に宇宙船に捕らえた。
脱走したガーネットと再戦して敗北するが、宇宙船の墜落後にがれきから現れた。ガーネットに習ってラピスと無理矢理合体しマラカイトになるものの、ラピスの意思で海中に引きずり込まれた。
その後、スイカの島にマラカイトの状態で現れ、アレクサンドライトとスイカのスティーブンとスイカの島の住民により合体を解かれ、クラスターの影響で発生した地割れに飲み込まれてしまう。
その後は海の中で暮らしていたようで、マラカイトへの合体を経験して合体への考えを改め、スティーブン親子とラピスが乗っている船に現れてラピスに再度合体を申し込む。しかしもはや合体を必要としないラピスに拒絶され、ラピスが水で作った拳に吹っ飛ばされた。このことからスティーブンを逆恨みし、さらに暴走した。
モンスター化した兵士のジェムたちを捕らえて兵隊を作ろうとしたが、スティーブンたちに妨害される。スティーブンとアメジストがスモーキークォーツに合体すると、自らも対抗してモンスタージェムと合体してしまった。助けようとするスティーブンに「全てを失ったジェムに生きがいを与えて手駒を増やしている」と指摘し、自分が本来仕えていたピンク・ダイヤモンドを砕いたローズへの憎しみを叫びながらモンスター化した。ペリドットの攻撃でジェムに戻りバブル化され、神殿に送られる。
ルビー 1F4 スカッド（Ruby 1F4 squad）
イエローダイヤモンドの命令でペリドットを連れ戻しに来た5人のルビー達。それぞれ個性はバラバラだが、スティーブンの口車に乗せられる単純な性格。
それぞれ性格とジェムの位置が異なり、リーダー格のスキャナーを付けて胸にジェムがあるドク、左目にジェムがあるアイボール、左肩にジェムがあるアーミー、お腹にジェムがあるネイビー、左足にジェムがあるレギーで構成されている。合体しても姿は変わらず、ジェムが増えて体が大きくなるだけ。
スティーブンと人間のふりをしたジェムたちの人間チームとルビーチームで野球対決をするが、スパイとして加わったクリスタル・ジェムズのルビーがサファイアと合体したため、自分たちも合体してペリドットにジャスパーの居場所を問いただすが、スティーブンに嘘の居場所を教えられ海王星へと去っていった。
その後地球に戻っており、ラピスに水に閉じ込められていた。話を聞くためスティーブンに解放され、ジャスパーが見つからなかったことでこれを問いただすが、ジャスパーに変身したアメジストに騙され、クリスタルジェムズを人質にしたふりをしたアメジストを宇宙船に乗せ、月の基地に案内する。帰還する際にアメジストの変身が解けたため騙されたことを知り合体する。スティーブンにドアを開けられて外に放り出されそうになったところをサードニクスのハンマー攻撃で合体を解かれるが、その際スティーブンを掴み宇宙に放り出された。
宇宙に放り出されたあとはそれぞれ宇宙をさまよっていたが、バブルの中に入っていたスティーブンにアイボールが張り付く。その後は言い争いながらも宇宙を漂っていたが、アイボールのジェムに隕石が当たり吹き飛んだところでスティーブンに助けられる。ジェムにヒビが入ったためスティーブンに治されるが、これによりアイボールはスティーブンをローズと認識。ジェムから小型のナイフを取り出し彼を倒そうとするが、バブルの外に放り出され、再び宇宙をさまよう事となった。
ホーリーブルー・アゲート（Holly Blue Agate）
声：クリスティーン・ペディ/森夏姫
ピンクダイヤモンドの施設にいたホームワールド・ジェムズのひとり。ブルー・ダイヤモンドの部下。ジェムは後頭部にあるアゲート。電撃を放つムチが武器。
施設の管理者であり、大勢のアメジストやジャスパー達を従えている。部下や人間達には尊大な態度を取るが、上の立場であるサファイアやダイヤモンド等には徹底的に礼を尽くす。
ファメジスト（Famethyst）
声：/
ホーリーブルーの部下のジェムズのグループで、ジャスパーに似た体格のアメジストたちが殆どを占める。人間動物園の警備及び飼育員の様な立場で、園内の人間達のカウンセリングのような事もしている。
クリスタルジェムズのアメジストとは同じ幼稚園で生まれた仲間であり、彼女との再会をとても喜んでいた。
ホーリーブルーから役立たずの手駒扱いされている事に不満があったらしく、クリスタルジェムズが脱出する際にはパールに言い負かされたホーリーブルーに大笑いし、彼女を押さえ付けつつクリスタルジェムズを見送った。
ジャスパー "スキニー"（Jasper "Skinny"）
声：キンバリー・ブルックス /小島幸子
ファメジストの仲間のジェムで、ジャスパーより細身で短髪の姿をしている。
カーネリアン（Carnelian）
声：/
ファメジストの仲間のジェム。
クリスタルジェムズのアメジストに似た小柄な姿で、彼女と出会って「一番小柄なのは私じゃなかった！」と喜んでいた。
アクアマリン（Aquamarine）
声：デラ・サバ/かないみか
少女の格好をしているが冷酷な性格のホームワールド・ジェムズのひとりで、体が青くスティーブンより背が低い。ジェムは左目の下にあるアクアマリン。妖精に似た翼を生やして空を飛ぶことができ、リボンを杖に変えてアレキサンドライトのように大きさを問わず対象を閉じ込めて投げ飛ばす。
スティーブンが幼稚園の地下でペリドットに初めて会った時に言っていた情報を元にパパ、コニー、ラース、セイディ、ジェイミー、オニオンを捕らえるべくイエロー・ダイヤモンドの命を受けて地球に現れた。
トパーズ（Topaz）
声：マルタ・ヒガレダ/
アクアマリンに従う2体のジェム。ジェムはそれぞれ左耳と右耳にあるトパーズ。武器はメイス。お互いに合体して人間を体に閉じ込める。合体しても姿は変わらない。
自分をパパだと偽ったスティーブンを捕らえるが、スティーブンが中でバブルを出したため合体を解かれて閉じ込めていた人間も放してしまった。
初めは無口だが、しばらくすると感傷的で共感的な一面を出す。
イエロー・ダイヤモンド（Yellow Diamond）
声：パティ・ルポーン/高島雅羅
ホームワールド・ジェムズのリーダーの1人。ペリドットとジャスパーのダイヤモンド。他のどんな種類のジェムよりも巨大な体で、ジェムは胸にあるイエローダイヤモンド。側近はイエローパール。
ダイヤモンド型の瞳孔、瞼にはアイシャドウが描かれ、宝塚の男役を思わせる男装の麗人に似た姿を持つ。厳しそうに見えるが部下への待遇は厚い。地球やクリスタルジェムズを憎んでいるような発言をしている。ペリドットの通信を受けた際にクラスターの完成を改めて命じるが、地球の素晴らしさを知ったペリドットから折衷案を提言される。これを良しとしなかった為、言い争いの末にマヌケと言われてしまった。
ピンク・ダイヤモンドを忘れられずに悲しむブルー・ダイヤモンドを心配し、ジェムズの忠誠に報いるためにも裏切り者のローズ・クォーツ族と人間動物園を廃棄し、ダイヤモンドの使命を果たすよう説得した。
ブルー・ダイヤモンド（Blue Diamond）
声：リサ・ハニガン/井上喜久子
ホームワールド・ジェムズのリーダーの1人。側近はブルーパール。濃紺のドレスを身に着け、深く被ったフードの下には物憂げな美女のような姿が隠れている。ジェムは胸にあるブルーダイヤモンド。目の下にアイシャドウが描かれている。
5000年前のローズとパールの襲撃の際、「自分が倒された後に反乱者は倒される」というサファイアの予知に従った。しかし実際にはサファイアとルビーが合体した混乱でパールとローズに逃げられてしまい、怒ってルビーを砕こうとした。
ピンク・ダイヤモンドを忍んで地球の韓国を訪れた際、観光に来ていて知り合ったグレッグが愛するものを亡くした悲しみを理解することに驚き、ピンクの最後のレガシーとして人間動物園に入れようと連れ去った。
ピンク・ダイヤモンドとは親しかったようで、今でも彼女を亡くした悲しみに沈んでいる。周囲のジェムズの気持ちを悲しみでいっぱいにし、涙を流させる力を持つ。
ピンク・ダイヤモンドの配下だったローズ・クォーツのジェムを全てバブル化して安置したり、ピンクの施設だった人間動物園を引き取って維持している。
ホワイト・ダイヤモンド（White Diamond）
声：クリスティーン・エバーソール/
ホームワールドの宝石と宝石のレースを支配する偉大なダイヤモンド権威のリーダー。
彼女は仲間のダイヤモンドを含むすべての宝石に対して最高の権威を持ち、彼女の種類の残りの部分を超えていると見られています。
スピネル（Spinel）
声：Sarah stiles（サラ・スタイルズ）/
ピンクダイヤモンドのかつてのホームワールドでの遊び相手で、ジェムは胸部にあるハート形のスピネル。
彼女は、1930年代のアニメーションの特徴である「ゴムホース」スタイルで描かれていて、
レベッカ・シュガーは「彼女が「時間の中に凍結」されて「発展する機会を得なかった」ことを象徴する」と表している。
スピネルはピンクダイヤモンドが植民地の管理を任された時に取り残されてしまった。
彼女はピンクが自身を捨てて新しい友達を作っていて、結局帰って来なかったことに激怒した。
ピンク・ダイヤモンド（Pink Diamond）
声：スーザン・イーガン/
ホームワールド・ジェムズのリーダーの1人で、ローズ・クォーツとジャスパーのダイヤモンドだった。
ジェムは腹部にある逆さラウンドカットのダイヤモンド。
ピンク色の肌、ダイヤモンド型の瞳孔を持つマゼンタの目、肩の長さでありながらも大きくてふわふわの淡いピンクの髪が特徴。
かつては地球を支配していたが、ローズ・クォーツの反乱で砕かれた。
地球征服の戦利品として、捕らえた人間を「人間動物園」へコレクションとして送っていた。
彼女は他のダイヤモンドよりも小さなダイヤモンドである。
他のダイヤモンド達と比べると性格は幼く、子供っぽいところがある。
普段は優しく、好奇心旺盛で無邪気な性格で時に規則にはない自由な発想を他のダイヤモンド達に提案するも止められることも多く、それをきっかけに癇癪を起こすこともあった。
地球を植民地として与えられたのは、実は植民地化を担当していたイエロー・ダイヤモンドに自分も植民地が欲しいとダダをこねたのがきっかけである。
ピンクパール/バレーボール（Pink Pearl）
声：ディディー・マグノ・ホール（Deedee Magno Hall）/
ホワイトダイヤモンドの管理下で数千年を過ごす前に、ピンクダイヤモンドの召使いとして仕えていたジェム。
そのためパールも知らないピンク・ダイヤモンドの一面も色々と知っていたり、プレゼントを貰ったりもしていた（パールは何かを貰ったことはない）

### 合体ジェム
ガーネット、巨大ルビー、トパーズ、クラスターも含まれるがここでは割愛する。
オパール（Opal）
声：エイミー・マン/蔵合紗恵子
パールとアメジストが合体した姿。スティーブン曰く「ジャイアント・ウーマン」。エキゾチックな美しい姿で、凛々しく物静かだが非常に忘れっぽい性格。アメジストとパールの気が合わないので合体できる時間は短いが、二人の意思が一致している間は強い力を発揮できる。
武器はパールの剣とアメジストの鞭を合体させた弓で、矢を分散させて一度に多数の標的を射抜く事が出来る。腕は4本。ジェムはパールとアメジストのジェムが色を変えたもの。
スギライト（Sugilite）
声：ニッキー・ミナージュ/斉藤貴美子
ガーネットとアメジストが合体した姿。わがままで破天荒な暴れん坊で、合体を解くのを嫌って大暴れした。身長はオパールをはるかに超える。
武器はアメジストの鞭とガーネットのガントレットを合体させたフレイル。厳ついパンクロッカーのような外見で、サングラスの上には額の目が露出し、肘から枝分かれした手は4本。ジェムは両手のひらと胸にある、ガーネットとアメジストのジェムが色を変えたもの。
アレキサンドライト（Alexandrite）
声：リタ・ラニ・アハジャ/日野由利加
ガーネットとアメジストとパールが合体した姿。スギライトより身長が高い。合体が解ける際、ルビーとサファイアが一瞬だけ現れている。
日本の特撮ものに出てくるような巨大ヒーローを思わせる姿だが、顎の下からは獣そっくりの口が裂けて炎を吐く。サードニクスとオパール、スギライトの武器を使いこなす。腕は6本。ジェムは額と胸と両手のひらにある、ガーネットとアメジストとパールのジェムが色を変えたもの。
ステボニー（Stevonnie）
声：アマンダ・ジョイ・ミシェルカ/渡辺明乃
スティーブンとコニーが踊っている時に合体してしまった。武器はローズの盾と剣。中性的で凛々しい雰囲気を持つ。
外見は十代後半くらいの人間の少女だが、男性と女性両方の特徴を持った両性具有。スティーブンとコニーの愛によって合体した時は男女を魅了する美しさを見せる。人間とジェムの全く新しい種類の合体であり、その可能性がクリスタルジェムズから注目されている。
マラカイト（Malachite）
声：ジェニファー・パス&キンバリー・ブルックス/早水リサ&塩田朋子
ジャスパーとラピス・ラズリが合体した姿。6本の腕のうち2本を手、4本を足として使う半獣半人めいた姿を持つ。目は4つ。水を氷の壁や棘に変形させたり、水の羽で飛行できる。ジェムは背中と鼻にある、ジャスパーとラピスのジェムが色を変えたもの。
ジャスパーがガーネットに対抗して合体し、肉体の主導権は主にジャスパーが握っている。スティーブンを想うラピスとスティーブンを憎むジャスパーの意思がせめぎ合っている。
海の水を操ってクリスタルジェムズを攻撃しようとしたが、ラピスの意思で水の鎖に拘束され、海中に引きずり込まれた。その後ジャスパーの意思が鎖を壊して脱出し、「合体ジェムは二人もいらない」とアレキサンドライトを倒そうとするが、アレキサンドライトやスティーブンとスイカの島の住民によって敗北した。
レインボー・クォーツ（Rainbow Quartz）
声：/なし
ローズ・クォーツとパールが合体した姿。80〜90年代のダンサーを思わせる華麗な姿で、目が4つある。ジェムはお腹と額にある、ローズとパールのジェムが色を変えたもの。
グレッグとローズの仲に嫉妬したパールが、グレッグに見せつけるようにローズと合体した。
サードニクス（Sardonyx）
声：アレクシア・カーダイム/豊口めぐみ
ガーネットとパールが合体した姿。タキシード風レオタードを着た陽気で気取ったエンターティナーで、TVショーの司会者になりきって行動する。腰と回転可能な上半身に4本の腕があり、目が4つある。
武器はガーネットのガントレットとパールの槍を合体させたドリルに変形するハンマーで、解除時に白いトンボが飛ぶ。ジェムは両手のひらと額にある、ガーネットとパールのジェムが色を変えたもの。
スモーキー・クォーツ（Smoky Quartz）
声：ナターシャ・リオン/青山桐子
スティーブンとアメジストの合体ジェム。まんまるとした体のカントリーガールで、左腕の肘が枝分かれした3本腕のジェム。
武器はスティーブンの盾とアメジストの鞭が合体したヨーヨー。ヨーヨーは3つまで同時に出すことができ、ロープのように扱ったり、回転させて巨大な竜巻を起こせる。ジェムは胸とお腹にある、スティーブンとアメジストのジェムが色を変えたもの。
コラプテッド・ジャスパー（Corrupted Jasper）
声：/
ジャスパーがモンスタージェムと無理矢理合体し、モンスター化した姿。2本の手と6足歩行の足を持ち、武器は持たない。
スモーキー・クォーツを引っ掻こうとするが避けられ、ヨーヨーで起こした竜巻に飲み込まれて合体を解かれた。

### ビーチシティの住民
ラース（Lars Barriga）
声：マシュー・モイ/金本涼輔
"The Big Donut"というドーナツショップの店員。クールぶった無愛想な青年で、店に来るスティーブンを邪険にしている。ピアスホールを空けた大きな耳がドーナツのように垂れている。
やや屈折した性格でサボり癖があり、何かと仮病等の理由を付けてセイディに仕事を押し付ける。セイディは唯一自然体で接することが出来る相手で、セイディからの好意には気付いていて本人も満更ではないが、素直になれず冷たくしてしまうことも多い。
ロナルドは幼馴染で子供の頃は親友だったが、ある出来事が原因で絶交してしまった。
町のイケてる三人組と友達になりたがっているが話しかけられず、スティーブンを介して仲良くなったおかげで一緒にドライブに行けるようになったが、無理に合わせようとして空回りしてしまった。
誰にでも好かれるスティーブンに嫉妬しているが、いつも自分を助けてくれる彼に友情も感じている。
実は製菓が得意で、様々なケーキを作る事が出来る。
スティーブンと共にホームワールドまで誘拐された時、はぐれジェム達を救うために戦うもその戦いで絶命。しかし、スティーブンの癒しの涙で復活。その際ライオンのようにピンク色の皮膚と髪になり、髪はライオン同様にワームホールができた。
その後ははぐれジェム達と共にエメラルドから宇宙船を奪い、宇宙海賊となる。
続編スティーブン・ユニバース フューチャーでは、仲間のはぐれジェム3人がジェムの学校に通うため、ビーチシティに一時帰還。ケーキショップを開く。
セイディ・ミラー（Sadie Miller）
声：ケイト・ミクーチ/斎賀みつき
"The Big Donut"の店員。同じシフトのラースとは対照的に勤務態度は真面目で、スティーブンにも親切に接してくれる。ラースのことが好きで、自己中心的なラースに振り回されつつも付かず離れずの微妙な関係を保っている。
郵便配達人のバーブが母親。セイディの歌が上手いことを知ったスティーブンが、バーブと協力してビーチ・フェスタへのゲスト出演を進めるが、プレッシャーから出られなくなってしまった（第69話「セイディの歌」参照）。
ラースが宇宙に旅立ってからは1人でドーナツ店を続けていたが、ラースのいない寂しさや仕事での疲労、若さを退屈な仕事で消費していく喪失感などからかなり気が滅入っていたが、あることをきっかけにバック、サワークリーム、ジェニーの3人と「セイディ・キラーズ」というバンドを組み、ドーナツ店を辞める。
続編スティーブン・ユニバース フューチャーでは、ラースとは何度かヨリを戻そうか話し合ったが、結局は破局。シェップという新しい恋人ができていた。
バンドも解散するが、シェップと共に歌手活動を続けているようである。
コニー・マヘスワラン（Connie Maheswaran）
声：グレイス・ロレック/野中藍
スティーブンの親友でクリスタルジェムズのメンバー。スティーブンよりも少し背が高く、ふわふわしたダークブラウンの髪のインド系の12歳の女の子。
読書が好きでとても頭が良く、色々なことを知っている。父親の仕事の都合で転勤が多いため友達ができず、いつも1人で過ごしてきた。過保護で厳格な両親の教育方針でジャンクフードは食べない。
1年前にお祭りで落としたブレスレットをスティーブンが拾っており、ブレスレットを返そうとした彼とバブルの中に閉じ込められてから仲良くなった。
第23話ではスティーブンとの「間接キス」でメガネが要らなくなるほど視力が上がり、普段は両親を心配させないようにレンズを外した伊達メガネをかけている。
スティーブンが自分よりも長生きすることを知ってショックを受けるが、スティーブンを守ろうとパールに剣術と格闘術を教わり、身体能力を飛躍的に向上させる。同時にパールからスティーブンへの忠誠心を植え付けられかけたが、対等な関係を望むスティーブンに阻止される。スティーブンからローズの剣を預かり、戦いに参加するようになった。
スティーブンのことが大好きで、彼の人生の一部になりたいと願っている。しかし、全てを助けようとして自分を頼ってくれないスティーブンに傷ついてもいる。
最初は内向的で自分に自信を持てなかったが、スティーブンとの冒険を通して前向きで逞しい性格になり、母親に自分の意見を伝えられるようになってきている。
両親にはジェムズの存在を隠していてスティーブンの家庭は核家族だと話していた。しかしスティーブンの家族との食事会を約束させられてしまい、ジェムズの振る舞いやコニーの嘘に怒った両親にスティーブンと会うことを禁止されるが、スティーブンに対するパールとガーネットのしつけを気に入った両親に付き合いを許された。
母親が勤務する病院にモンスタージェムが現れた際、ローズの剣を母親に見つかって没収されてしまう。混乱する母親に自分がスティーブンと共にモンスターと戦っていることと、メガネにレンズがないことを打ち明けてモンスターを倒し、母親の理解を得ることができた。
フライマン（Mr. Fryman）
声：ビリー・メリット/金本涼輔
フライドポテト店"Beach Citywalk Fries"の店主。フライマン家は全員フライドポテト型の髪形である。スティーブンはこの店のはじっこポテトがお気に入り。
ピーディー（Peedee Fryman）
声：アティキャス・シャフター/斎賀みつき
フライマンの息子でスティーブンの友達。ロナルドよりも遙かにしっかりしているが、たまには店番の仕事を投げ出して遊びたいという子供らしい一面もある。
ロナルド（Ronaldo Fryman）
声：ザッカリー・スティール、ブレーデン・フィッツジェラルド（幼少期）/米田基裕
ピーディーの兄。メガネをかけた太めのオタク青年で、自分はヒーローに選ばれた特別な存在だと思っている。店の手伝いもせずにビーチシティの超常現象を追いかけており、「ビーチシティの不思議」というブログを開設している（実際にロナルドが書いたという設定の公式ブログや、調査資料を書籍化したという設定の公式ファンブックが存在する）。その結論自体は間違っているものの、ジェムについての考察には幾つか的を射ているものもあり、あなどれない。町の灯台の中に部屋を持っている。
サワークリーム（Sour Cream）
声：ブライアン・ポゼーン/田村真
町のイケてる三人組のひとりで、スティーブンの友達。よくヘッドホンで音楽を聴いている。
画家のヴィダリアの長男で、オニオンとは異父兄弟に当たる。子供の頃のベビーシッターがグレッグだった。
将来の夢はDJ。複数の携帯ゲーム機を改造したオーディオ機器を持つ。口うるさい義父のイエローテイルに反発しており、自分のレイブの日にビーチシティを訪れた実父マーティに憧れ、本格的な設備を準備してもらう。ところがグアコーラの宣伝に利用されたと知って失望し、イエローテイルが持ってきた機材でレイブを開くことができた。
オニオンやイエローテイルの話す独特の言葉を理解している様で、マーティの裏切りに腹を立てたサワークリームは彼等の言葉でまくし立てている。
バック（Buck Dewey）
声：ラマー・エイブラムス/米田基裕
町のイケてる三人組のひとりで、スティーブンの友達。常にサングラスをかけたクールな青年。
デューイ市長の息子で、選挙や体面ばかりで父親らしい行為をした事がない彼に失望している。
スティーブンが作ったグレッグのギター教室の広告ポスターを見て宣伝用のTシャツ作りを提案するが、実はスティーブンの下手な絵で父親思いの彼をこき下ろすつもりだったと明かす。市長の選挙演説では昔父親のために作った応援広告のTシャツをスティーブンがばらまき、人々が嘲笑する中でTシャツの柄をなぞるデューイ市長に涙を流した。その後はスティーブンに謝罪し、ギター教室に通うようになった。
デューイ市長がウィリアムの劇の脚本を書いた際（実際はウィリアム本人を知るパールに修正されている）、ウィリアムを欠点だらけな人物にしたことを評価した。
続編のスティーブン・ユニバース フィーチャーでは、バンドは解散し、医学生になったことが判明。
ジェニー（Jenny Pizza）
声：リーガン・ゴメス=プレントン/東内マリ子
町のイケてる三人組のひとりで、スティーブンの友達。金色の耳飾りをつけたおしゃれな女の子。車の運転ができる。
おさかなピザ屋さんというピザ店の娘で、キキという双子の妹がいる。奔放な性格で、よく店番をキキに押し付け配達用の車で遊びに行ってしまう。
キキ（Kiki Pizza）
声：リーガン・ゴメス=プレントン/蔵合紗恵子
ジェニーの双子の妹。奔放な姉とは対照的に真面目で、よく店の手伝いを押し付けられている。
その事が少なからずストレスになっており、スティーブンは無意識に彼女の夢にシンクロした事がある。
一見しっかり者な様だが、宿題をジェニーにやって貰ったりしている。
コフィ（Kofi Pizza）
声：ゴッドフリー・ダンチマー（Godfrey Danchimah）/米田基裕
おさかなピザ屋の店主でジェニーとキキの父親。ジェムズが戦闘中に店の看板を破壊した事に腹を立て彼等を出入り禁止にするが、スティーブンが企画したビーチパーティーを経て和解した。
フライマンとは「お互いの店のメニューを侵害しない」という不可侵条約を結んでいる。
ナネファ（Nanefua Pizza）
声：Toks Olagundoye/望木祐子
コフィの母親でジェニー、キキの祖母。
とてもしたたかで頭の回転が早く、スティーブン達は彼女の立てた作戦でモンスターを撃破した事がある。
後に選挙に勝ち、デューイの変わりにビーチシティの市長となる。
ビル・デューイ（Mayor Bill Dewey）
声：ジョエル・ホジスン/米田基裕
ビーチシティの市長。ビーチシティの災害発生率の高さに頭を悩ませており、自分の権威やキャリアばかり心配している。
ビーチシティの発見者は祖先のウィリアム・デューイ。モンスタージェムに襲われたウィリアムをビーチシティとなる土地に運んだのがクリスタルジェムズであり、ウィリアムはクリスタルジェムズのよき友人だった。
ラピスが海を奪って町中がパニックに陥った際、事態を解決したスティーブンを英雄として讃えた。パールに憧れている。
ナネファに市長の座を奪われた後は落ち込んでいたが、スティーブン達の励ましにより、セイディが辞めた後は従業員がおらず閉店していたThe Big Donutの店員になり、店を再開させた。
ハロルド・スマイリー（Harold Smiley）
声：シンバッド（シーズン1）、コルトン・ダン（シーズン2以降）/金本涼輔
ビーチ・シティーの遊園地とゲームセンターの経営者で、その名の通りいつも笑顔である。
何度かジェムたちに遊園地やゲームセンターのものを壊されており、災難によく遭う人物である。昔は俳優兼コメディアンだった。
オニオン（Onion）
声：ザック・カリソン/米田基裕
スティーブンの友達。ひょうたんのような頭にマヨネーズそっくりな髪の毛が乗った少年。
声を発するシーンは殆どなく、スティーブンとはジェスチャーでやり取りしている。
イタズラ好きで盗み癖があり、ジェットコースターに放火しようとしたり、道端でバイクを乗り回して爆発炎上させるなど問題行動が多いが、本心は寂しがり。スティーブンの事は彼なりに友達だと思っている。
「オニオン・ギャング」という仲間達が居るが、夏休みの間だけ遠くから遊びに来ている為、基本的にはいつも一人で奇妙な遊びをしている。スティーブンが苦手な蛇を飼っていたり、自分の出産ビデオを保管している。
食べ物が大嫌いだが、グアコーラは気に入って飲んでいた。物体を複製するジェムズの装置「レプリケーター」を悪用し、町をパニックに陥れた事がある。
ヴィダリアの次男であり、父親は漁師のイエローテイル。父親同様の独特な言語を喋る。
イエローテイル（Yellowtail）
声：トム・シャープリング/米田基裕
オニオンの父親で、サワークリームの継父。漁師をしていてヴィダリアの絵のモデルにもなっていた。独特な言語を喋り、ヴィダリアやサワークリームは意味を理解できている。
妻の連れ子であるサワークリームにも父親として真摯に接し、漁師を継いで欲しい様だが実はDJの夢も応援している。
マーティ（Marty）
声：ジョン・ウースター/矢野智也
サワークリームの父親で、グレッグの元マネージャー。
マネージャー時代はグレッグの車を運転しており、グレッグとビーチシティを訪れた。グレッグの才能に惚れ込んでいたようだが、名声や金儲けにしか興味がなく、大スターの卵であるグレッグがローズひとりに夢中になったことをバカにしたが、愛想を尽かしたグレッグに解雇された。
その後はプロデュース業で成功を収めたらしく、突然ビーチシティを訪れてサワークリームのレイブを手伝うと見せかけ、グアコーラというソーダの新製品を宣伝し、あまりのまずさに会場をパニックに陥れた。サワークリームの怒りを買い撤収するが、本当の目的はグレッグの歌をCMのバーガーソングに使用した印税を渡すことで、かなりの金額にグレッグを驚かせた。
ヴィダリア（Vidalia）
声：ジャッキー・ブスカリノ/蔵合紗恵子
画家でサワークリームとオニオンの母。グレッグとは元夫マーティと付き合っていた頃からの知り合いで、アメジストとは昔からの友人である。グレッグを一時期家に住まわせていた。
マーティを嫌っているらしく、アメジストとの写真の中には老いぼれたマーティに変身したアメジストを見て笑っているものがある。
ジェイミー（Jamie）
声：ユージン・コルデロ/金本涼輔
郵便配達人の青年。スティーブン達の家に手紙や荷物を届けに来る。カンザスで舞台俳優になる夢を諦めてビーチシティに戻って来た。
ガーネットに一目惚れしてラブレターを書いたものの玉砕するが、ガーネットに俳優を続けるよう勧められる。後にウィリアム・デューイの劇に出演した。
ケヴィン（Kevin）
声：アンドリュー・キシノ/米田基裕
スティーブンとコニーがステボニーになって参加したダンスパーティーに現れたリッチでイケメンな青年。嫌味な性格のナルシストで、他の住民達を見下している。
一目惚れしたステボニーをダンスのパートナーに誘うが、強引な態度を取った為ステボニー（特にスティーブン）に嫌われた。誰にでも良い所を見つけるスティーブンから嫌われるという珍しい人物。
アンディ（Andy）
声：デイブ・ウィリス/楠見尚己
グレッグのいとこ。小型飛行機で世界中を旅しており、時々ビーチシティに帰ってくる。伝統を重んじ変化を嫌う頑固な性格。
ラピスとペリドットが暮らす納屋の本来の持ち主で、勝手に納屋を貸したグレッグや住み着いたジェムズに腹を立てていたが、最終的に和解した。

### その他
スイカスティーブン（Watermelon Steven）
声：/
スティーブンがジェムの力で育てたスイカ。スティーブンそっくりの姿を持ち、言葉は喋れないが意思を持っている。
ビーチシティでのトラブルの後は海を渡って南の島で集団生活をしており、独自の文明を築いている。
島にはスイカスティーブン達の他に犬型のスイカも存在する。
カボチャ（Pumpkin）
声：/
ラピスとペリドットが畑で育てたカボチャに、スティーブンが命を吹き込んだ生物。鳴き声や行動は犬に近い。
とても人懐っこいが、スティーブンが他のカボチャを彫った時は怯えた。登場以降はラピスとペリドットのペットになり、マスコット的な存在となっている。
アンクル・グランパ（Uncle Grandpa）
声：ピート・ブラウンガード/宮澤正
おっはよー!アンクル・グランパの登場人物で、「グランパが来た！」で登場。盾が出せないスティーブンを助けるために現れた。クリスタルジェムズの3人からは敵視された。
ウエストポーチ（Belly Bag）
声：エリック・バウザ/吹き替え：下山吉光
アンクル・グランパの身に着けている、舌がのぞくファスナーのついたウェストポーチで、中には様々なものが入っている。
ジャイアント・リアル・フライング・タイガー（Giant Realistic Flying Tiger）
実写の虎。アンクル・グランパの仲間の中での紅一点で、いかつい見た目とは裏腹に少女らしいキャラクターである。
なお、このキャラクターには声優が割り当てられていない。
ミスター・ガス（Mr. Gus）
声：ケビン・マイケル・リチャードソン/吹き替え：大友龍三郎
力持ちの緑色の怪物。100万年以上生きている（ということになっている）ので何を見ても動じない。
ピッツア・スティーヴ（Pizza Steve）
声：アダム・ディヴァイン/吹き替え：吉野裕行
サングラスをかけたピザ。ナルシストで、宇宙一自分がカッコいいと思っている。最後はアメジストに食べられてしまった。

## 用語
ジェム（Gem）
魔法の力を持った宝石型生命体の異星人で、人間の女性に似た容姿だが性別はない（女性的な部分と男性的な部分を併せ持つノンバイナリーのメタファー）。人間より遥かに長寿で年も取らない。本来生殖能力はなく、唯一の男性で人間とジェムのハーフであるスティーブンは例外中の例外。
ホームワールドの植民地の星に埋め込まれた「ジェムの素」から養分を吸い取り、成長しきった姿で生まれる。ジェムの本体は肉体に埋め込まれた宝石のジェムストーンで、肉体そのものは光で構築された質量のあるホログラム。殆どのジェムが使える魔法は変身能力と泡状の結界「バブル」を作る力で、その他にも種族の特性に応じた力が使える。クリスタルジェムズのように武器を持つジェムは、戦闘時にジェムストーンから武器を取り出す。
体が深いダメージを受けても、ジェムストーンが無事ならその中にこもって再生できる。しかしジェムストーンが傷つけば体も奇形化してしまい、ローズやスティーブンの癒しの力がなければ復活できない。何らかの原因で理性を失いモンスター化（Corruptered gem）してしまうことがあり、一度モンスター化するとローズやスティーブンの癒しの力でも元に戻せない。
食事は必要としないが、アメジストのように娯楽として好むジェムもいる。逆にパールは口の中に異物が入る感覚を嫌っている。
クリスタルジェムズ（Crystal Gems）
地球を植民地化しようとするホームワールドに反逆し、地球を守ることを選んだジェムズの組織。メンバーは体のどこかに星を入れている。ビーチシティの外れにある神殿で暮らしている。5750年前に地球の美しさを知ったローズ・クォーツがダイヤモンドからの独立と自由を掲げて創設し、感化されたジェムズが次々と仲間に加わっていった。
5000年以上前の戦争で殆どのメンバーが倒されてしまったようで、生き残りはローズ、パール、ガーネットら初期メンバーのみ。後に「幼稚園」の跡地で発見されたアメジストが加わり、現在はローズの代わりに息子スティーブンが加入している。のちにローズのペットだったライオンと、人間の少女コニー・マヘスワランとホームワールドから離反したペリドットも加わった。
クリスタルジェムズが戦う敵の多くはモンスター化したクリスタルジェムズの仲間たちで、クリスタルジェムズが倒したモンスタージェムはバブルの中で眠りにつき、神殿の地下に転送される。バブルがはじければジェムは解放される。
普通ジェムは歳を取らないが、クリスタルジェムズは精神的成長に伴い、肉体の外見年齢や服装などを変化させている。ローズとグレッグが出会った頃のガーネット・パール・アメジストは現在より10才ほど幼い姿だが、スティーブンが誕生した頃には現在の外見年齢に成長していた。
あくまでもホームワールドから地球を守る立場で、人間にはあまり干渉しない。人間とジェムズの間には時間や常識の感覚にギャップがあり、人間の文化は理解していない。自分達が暮らしていた土地をビーチシティにすることを受け入れたり、ロナルドにビーチシティから出て行って欲しいと言われた時はその通りにしようとした。
転送装置（Warp Pad）
ジェムズが神殿から他の場所への移動に使う装置。ひびが入るなどの損傷を受けると機能を停止する。
クッキーキャット（Cookie Cat）
ネコの顔の形をしたアイスサンド。チョコクッキーにバニラとストロベリーのアイスが挟まっている。スティーブンの大好物だったが、ライオンリッカーに押されて生産終了となった。
マスコットキャラクターのクッキーキャットは、遠い星から家族と離れて地球の冷蔵庫に来たという設定で、クリスタルジェムズの出自を暗示している。
ホームワールド（Home World）
クリスタルジェムズの故郷。5750年以上前、地球を植民地化しようとしてクリスタルジェムズに反乱を起こされ、現在も地球植民地化計画は5％も進んでいない状態にある。
ジェムズはホームワールドを支配する4人のダイヤモンドに仕えるために生産され、種族ごとに決められた役目を果たして生きていく。分かっている中では希少種の貴族、大量生産の兵士（その中でもクォーツの兵士は力が強く地位が高い）、召使いのパールの順に身分が分けられている。
ラピスラズリは「昔と全く変わった」といい、ペリドットによると現在は満足な資源が確保できず、高度なテクノロジーに依存している事が明かされている。
合体ジェム（Fusion Gems）
異種族同士のジェムが合体すると、両方の特徴をかけ合わせた強いパワーと大きな体を持つジェムが誕生する。ジェムズの心がひとつになると合体でき、多くの場合はダンスを踊ってシンクロする。ジェムズの心がバラバラになると合体が解けてしまう。武器はそれぞれのジェムストーンから取り出す。
合体ジェムの個性は合体したジェムズの性格を併せ持ったり、共通する性格が強調されたりする。マラカイトやアレキサンドライトのように、合体したジェムズの人格が多重人格のように分かれた合体ジェムもいる。愛や信頼による合体が最も安定して能力を発揮でき、憎しみによる合体は不安定になってしまう。
複数のルビー同士が合体した合体ジェムは、体が大きくなるだけで能力や容姿に大した変化はなかった。
レッドアイ（Red Eye）
幼稚園（Kindergarten）
「インジェクター」という機械を使ってジェムを造るための施設で、ホームワールドが植民地にした惑星に建設する。地球の幼稚園はクリスタル・ジェムズに破壊された。
資源が豊富なエリアでは普通のジェムを造り出し、資源が少ないエリアでは欠陥のあるジェム（戦闘力が低かったり魔法が使えないなど）を造り出す。
同じ種類のジェムがたくさん存在するため、識別コードが振り分けられている。
クラスター・ジェムズ（Cluster Gems）
地球植民地計画に失敗したホームワールドが次に用意した「クラスター計画」の兵器。
複数のジェムのかけら同士を人工的に合成した存在。頭がなく手足だけがくっついた状態で、その造形はかなりおぞましい。
ガーネット曰く、クリスタルジェムズの仲間たちが砕かれて無理やり合体させられた姿。かけらになっても生き続けており、ペリドット曰く常に合体相手を求めているため、近づいて襲ってくる。
これ自体に意味はなく、クラスターの実験準備に過ぎない。
クラスター（Cluster）
クラスタージェムズの地球サイズ版。
成長しきると地球より大きくなり、地球そのものを破壊して出てくる。
ペリドットがクラスターを壊そうとした時、スティーブンの夢の中に現れた。「クラスターに散らばったカケラを集めれば元に戻れるかもしれないし、カケラの1つ1つが1人のジェムでいていい」というスティーブンの説得に応じ、スティーブンと協力して自分たちを閉じ込めるバブルを作り出し、成長を止めることに成功した。

## スタッフ

### 制作スタッフ
- 原作・監督・音楽協力 - レベッカ・シュガー
- スーパーバイジングディレクター - イアン・ジョーンズ・クォーティ
- シリーズ構成 - マット・バーネット、ベン・レヴィン
- アートディレクター - ケビン・ダート（#1 - #12）、エル・ミシェルカ（#10、#13 - ）
- リードキャラクターデザイン - ダニー・ハインズ
- アニメーションディレクション・音楽協力 - ニック・デメイヨ
- ストーリーボードスーパーバイザー - カット・モリス
- 背景デザイン - スティーブン・シュガー、エミリー・ウォラス
- 色彩設計 - ティファニー・フォード
- ピクチャー編集 - マタニアー・アダムス
- 録音監督 - デビッド・P・スミス、ケント・オズボーン
- 音楽 - アイビー&スラッシュ
- プロデューサー - ジャッキー・バスカリーノ
- スーパーバイジング･プロデューサー - チャック・オースティン
- エグゼクティブ・プロデューサー - カーティス・レラーシュ、ジェニファー・ペルフリー、ブライアン・A・ミラー、ロブ・ソーチャー
- アニメーション制作 - カートゥーン ネットワーク・スタジオ
- 制作協力 - ラフ・ドラフト・コリア、SMIP
- 製作 - カートゥーン・ネットワーク

パイロット版スタッフ
- 原作・監督・脚本・絵コンテ - レベッカ・シュガー
- クリエイティブディレクター・キャラクターデザイン - フィル・リンダ
- アートディレクター - スー・モント
- タイミングディレクター - ゲンディ・タルタコフスキー
- 音楽 - ジョナサン・バケン

### 日本語版スタッフ
日本語吹替版
- 演出 - 工藤美樹
- 翻訳 - 伊藤里香
- 調整 - 外村誠志
- プロデューサー - 岡田由里子、佐藤智子
- 日本語版制作 - カートゥーン ネットワーク、ブロードメディア・スタジオ

日本語字幕版
- 翻訳 - 伊藤里香
- 制作 - カートゥーン ネットワーク[8]、ブロードメディア

## 主題歌
オープニングテーマ「We Are the Crystal Gems」（『スティーブン・ユニバース』）
作詞：レベッカ・シュガー / 作曲：Aivi & Surasshu
歌：ザック・カリソン、エステル、ミカエラ・ディーツ、ディーディー・マグノ / 日本語吹き替え版：林勇、斎賀みつき、青山桐子、小島幸子
オープニングテーマ「Steven Universe Future」（『スティーブン・ユニバース・フューチャー』）
作詞：レベッカ・シュガー / 作曲：レベッカ・シュガー、Jeff Liu、Aivi & Surasshu
歌：ザック・カリソン、エステル、ミカエラ・ディーツ、ディーディー・マグノ、ジェニファー・パス、シェルビー・ラバラ、ウゾ・アドゥーバ
エンディングテーマ「Love Like You」（『スティーブン・ユニバース』）
作詞：レベッカ・シュガー / 作曲：Aivi & Surasshu
歌：レベッカ・シュガー / 日本語吹き替え版：斎賀みつき
エンディングテーマ「Being Human」（『スティーブン・ユニバース・フューチャー』）
作詞：レベッカ・シュガー / 作曲：Aivi Tran、レベッカ・シュガー、エミリー・キング
歌：エミリー・キング

## 各話リスト

### パイロット（2013年）
| 放送回 | ＃ | サブタイトル | 原題             | 脚本&絵コンテ      | 制作コード |
| ------ | -- | ------------ | ---------------- | ------------------ | ---------- |
| 0      | 0  | 時間の事     | "The Time Thing" | レベッカ・シュガー | なし       |

### シーズン1（2013年 - 2015年）
| 放送回 | ＃ | サブタイトル             | 原題                        | 脚本&絵コンテ                                                                       | 制作コード |
| ------ | -- | ------------------------ | --------------------------- | ----------------------------------------------------------------------------------- | ---------- |
| 1      | 1  | お腹の宝石               | "Gem Glow"                  | ジョー・ジョンストン ジェフ・リウ                                                   | 1020-003   |
| 1      | 2  | レーザー砲               | "Laser Light Cannon"        | カット・モリス レベッカ・シュガー                                                   | 1020-001   |
| 2      | 3  | チーズバーガーリュック   | "Cheeseburger Backpack"     | イアン・ジョーンズ・クォーティ レベッカ・シュガー                                   | 1020-002   |
| 2      | 4  | 朝ごはんは一緒に         | "Together Breakfast"        | イアン・ジョーンズ・クォーティ レベッカ・シュガー ポール・ヴィレコ                  | 1020-004   |
| 3      | 5  | フライボー               | "Frybo"                     | レイヴン・M・モリシー ポール・ヴィレコ                                              | 1020-008   |
| 3      | 6  | ネコの指                 | "Cat Fingers"               | カット・モリス ヒラリー・フロリド イアン・ジョーンズ・クォーティ レベッカ・シュガー | 1020-005   |
| 4      | 7  | 泡の中でふたりきり       | "Bubble Buddies"            | カット・モリス アレス・ロマニロス                                                   | 1020-006   |
| 4      | 8  | 本気のスティーブン       | "Serious Steven"            | ジョー・ジョンストン ジェフ・リウ                                                   | 1020-007   |
| 5      | 9  | リッチマン・タイガー     | "Tiger Millionaire"         | レイヴン・M・モリシー ポール・ヴィレコ                                              | 1020-011   |
| 5      | 10 | 親友はライオン           | "Steven's Lion"             | ラマー・エイブラムス アレス・ロマニロス                                             | 1020-012   |
| 6      | 11 | ゲームに夢中！           | "Arcade Mania"              | ラマー・エイブラムス アレス・ロマニロス ルーク・ウェーバー                          | 1020-009   |
| 6      | 12 | ジャイアント・ウーマン   | "Giant Woman"               | ジョー・ジョンストン ジェフ・リウ                                                   | 1020-010   |
| 7      | 13 | 最高のバースデーパーティ | "So Many Birthdays"         | レイヴン・M・モリシー ポール・ヴィレコ                                              | 1020-014   |
| 7      | 14 | ラースとクールな仲間たち | "Lars and the Cool Kids"    | ラマー・アイブラムス マット・ブレイリー                                             | 1020-015   |
| 8      | 15 | レンジャーが欲しい！     | "Onion Trade"               | ラマー・エイブラムス                                                                | 1020-018   |
| 8      | 16 | 戻って来て、パール！     | "Steven the Sword Fighter"  | ジョー・ジョンストン ジェフ・リウ                                                   | 1020-013   |
| 9      | 17 | スティーブンは名コーチ！ | "Coach Steven"              | レイヴン・M・モリシー ポール・ヴィレコ                                              | 1020-016   |
| 9      | 18 | 映画を観に行こう         | "Lion 2: The Movie"         | ジョー・ジョンストン ジェフ・リウ                                                   | 1020-017   |
| 10     | 19 | ローズの部屋             | "Rose's Room"               | ジョー・ジョンストン ジェフ・リウ                                                   | 1020-019   |
| 10     | 20 | ビーチでパーティ         | "Beach Party"               | ラマー・エイブラムス                                                                | 1020-020   |
| 11     | 21 | バンドやろうぜ           | "Steven and the Stevens"    | ジョー・ジョンストン ジェフ・リウ                                                   | 1020-021   |
| 11     | 22 | 怪物なんかじゃない       | "Monster Buddies"           | ラマー・エイブラムス ヘレン・ジョー                                                 | 1020-022   |
| 12     | 23 | 癒しのパワー             | "An Indirect Kiss"          | レイヴン・M・モリシー ポール・ヴィレコ                                              | 1020-023   |
| 12     | 24 | 炎のドーナツ             | "Joking Victim"             | レイヴン・M・モリシー ポール・ヴィレコ                                              | 1020-024   |
| 13     | 25 | 魔法の鏡                 | "Mirror Gem"                | レイヴン・M・モリシー ポール・ヴィレコ                                              | 1020-025   |
| 13     | 26 | 海を取り戻せ             | "Ocean Gem"                 | ジョー・ジョンストン ジェフ・リウ                                                   | 1020-026   |
| 14     | 27 | パパと一緒               | "House Guest"               | ラマー・エイブラムス ヘレン・ジョー                                                 | 1026-027   |
| 14     | 28 | 宇宙を目指せ             | "Space Race"                | ジョー・ジョンストン ジェフ・リウ                                                   | 1026-028   |
| 15     | 29 | こっそりチーム           | "Secret Team"               | ヒラリー・フロリド ケイティ・ミトロフ                                               | 1026-030   |
| 15     | 30 | 島でサバイバル           | "Island Adventure"          | レイヴン・M・モリシー ポール・ヴィレコ                                              | 1026-033   |
| 16     | 31 | ビーチシティの不思議     | "Keep Beach City Weird"     | レイヴン・M・モリシー ポール・ヴィレコ                                              | 1026-029   |
| 16     | 32 | みんなでお食事会         | "Fusion Cuisine"            | ラマー・エイブラムス ヘレン・ジョー                                                 | 1026-031   |
| 17     | 33 | ガーネットの1日          | "Garnet's Universe"         | ジョー・ジョンストン ジェフ・リウ                                                   | 1026-036   |
| 17     | 34 | スイカのスティーブン     | "Watermelon Steven"         | ラマー・エイブラムス ヘレン・ジョー                                                 | 1026-035   |
| 18     | 35 | ビデオレター             | "Lion 3: Straight to Video" | ジョー・ジョンストン ジェフ・リウ レベッカ・シュガー                                | 1026-032   |
| 18     | 36 | 宇宙からの来訪者         | "Warp Tour"                 | レイヴン・M・モリシー ポール・ヴィレコ                                              | 1026-037   |
| 19     | 37 | ふたりでひとり           | "Alone Together"            | ヒラリー・フロリド ケイティ・ミトロフ レベッカ・シュガー                            | 1026-034   |
| 19     | 38 | テスト                   | "The Test"                  | ヒラリー・フロリド ケイティ・ミトロフ                                               | 1026-038   |
| 20     | 39 | 僕の未来                 | "Future Vision"             | ラマー・エイブラムス ヘレン・ジョー                                                 | 1026-039   |
| 20     | 40 | 旅に出よう               | "On the Run"                | ジョー・ジョンストン ジェフ・リウ                                                   | 1026-040   |
| 21     | 41 | ホラークラブへようこそ   | "Horror Club"               | レイヴン・M・モリシー ポール・ヴィレコ                                              | 1026-041   |
| 21     | 42 | 吹雪の夜に               | "Winter Forecast"           | ラマー・エイブラムス ヘレン・ジョー                                                 | 1026-043   |
| 22     | 43 | パパの倉庫               | "Maximum Capacity"          | ヒラリー・フロリド ケイティ・ミトロフ レベッカ・シュガー                            | 1026-042   |
| 22     | 44 | ペリドットの使い魔       | "Marble Madness"            | ジョー・ジョンストン ジェフ・リウ                                                   | 1026-044   |
| 23     | 45 | ローズの剣               | "Rose's Scabbard"           | レイヴン・M・モリシー ポール・ヴィレコ レベッカ・シュガー                           | 1026-045   |
| 23     | 46 | 本当の気持ち             | "Open Book"                 | ヒラリー・フロリド ケイティ・ミトロフ                                               | 1026-046   |
| 24     | 47 | Tシャツを作ろう          | "Shirt Club"                | ラマー・エイブラムス ヘレン・ジョー                                                 | 1026-047   |
| 24     | 48 | パパの青春               | "Story for Steven"          | ジョー・ジョンストン ジェフ・リウ                                                   | 1026-048   |
| 25     | 49 | メッセージ               | "The Message"               | ラマー・エイブラムス ヘレン・ジョー                                                 | 1026-049   |
| 25     | 50 | 動かす力                 | "Political Power"           | ヒラリー・フロリド ケイティ・ミトロフ                                               | 1026-050   |
| 26     | 51 | 来訪者ふたたび           | "The Return"                | レイヴン・M・モリシー ポール・ヴィレコ                                              | 1026-051   |
| 26     | 52 | 脱獄                     | "Jail Break"                | ジョー・ジョンストン ジェフ・リウ レベッカ・シュガー                                | 1026-052   |

### シーズン2（2015年 - 2016年）
| 放送回 | ＃ | サブタイトル           | 原題                           | 脚本&絵コンテ                                             | 制作コード |
| ------ | -- | ---------------------- | ------------------------------ | --------------------------------------------------------- | ---------- |
| 27     | 53 | 話せない理由           | "Full Disclosure"              | レイヴン・M・モリシー ポール・ヴィレコ                    | 1031-053   |
| 27     | 54 | 最高の気晴らし         | "Joy Ride"                     | ヒラリー・フロリド ケイティ・ミトロフ                     | 1031-054   |
| 28     | 55 | グランパが来た！       | "Say Uncle"                    | ジョー・ジョンストン ジェフ・リウ                         | 1031-056   |
| 28     | 56 | ラブレター             | "Love Letters"                 | ラマー・エイブラムス ヘレン・ジョー                       | 1031-055   |
| 29     | 57 | 君は誰？               | "Reformed"                     | レイヴン・M・モリシー ポール・ヴィレコ                    | 1031-057   |
| 29     | 58 | 剣の誓い               | "Sworn to the Sword"           | ジョー・ジョンストン ジェフ・リウ                         | 1031-060   |
| 30     | 59 | 潮が満ち空が崩れる     | "Rising Tides, Crashing Skies" | ラマー・エイブラムス ヘレン・ジョー                       | 1031-059   |
| 30     | 60 | 幼稚園の秘密           | "Keeping It Together"          | レイヴン・M・モリシー ポール・ヴィレコ                    | 1031-061   |
| 31     | 61 | 話し合おう             | "We Need to Talk"              | ヒラリー・フロリド ケイティ・ミトロフ レベッカ・シュガー  | 1031-062   |
| 31     | 62 | 夢を見る               | "Chille Tid"                   | ラマー・エイブラムス ローレン・ズーク                     | 1020-063   |
| 32     | 63 | 助けを求めて           | "Cry for Help"                 | ジョー・ジョンストン ジェフ・リウ                         | 1031-064   |
| 32     | 64 | キーストーン・モーテル | "Keystone Motel"               | レイヴン・M・モリシー ポール・ヴィレコ レベッカ・シュガー | 1031-065   |
| 33     | 65 | オニオンは友達         | "Onion Friend"                 | ラマー・エイブラムス ケイティ・ミトロフ                   | 1031-067   |
| 33     | 66 | 歴史VS事実             | "Historical Friction"          | ヒラリー・フロリド ローレン・ズーク                       | 1031-066   |
| 34     | 67 | チームメイト           | "Friend Ship"                  | ジョー・ジョンストン ジェフ・リウ                         | 1031-068   |
| 34     | 68 | 悪夢の病院             | "Nightmare Hospital"           | レイヴン・M・モリシー ポール・ヴィレコ                    | 1031-069   |
| 35     | 69 | セイディの歌           | "Sadie's Song"                 | レイヴン・M・モリシー ポール・ヴィレコ                    | 1031-073   |
| 35     | 70 | 解放                   | "Catch and Release"            | ヒラリー・フロリド ローレン・ズーク                       | 1031-070   |
| 36     | 71 | 雨が降れば             | "When It Rains"                | ラマー・エイブラムス ケイティ・ミトロフ                   | 1031-071   |
| 36     | 72 | ロボット・コンテスト   | "Back to the Barn"             | ジョー・ジョンストン ジェフ・リウ                         | 1031-072   |
| 37     | 73 | ここは地球             | "Too Far"                      | ヒラリー・フロリド ローレン・ズーク                       | 1031-074   |
| 37     | 74 | 愛がすべて             | "The Answer"                   | ラマー・エイブラムス ケイティ・ミトロフ                   | 1031-075   |
| 38     | 75 | スティーブンの誕生日   | "Steven’s Birthday"            | ラマー・エイブラムス ケイティ・ミトロフ                   | 1031-079   |
| 38     | 76 | 何より大切なもの       | "It Could’ve Been Great"       | ジョー・ジョンストン ジェフ・リウ                         | 1031-076   |
| 39     | 77 | 最後の交信             | "Message Received"             | レイヴン・M・モリシー ポール・ヴィレコ                    | 1031-077   |
| 39     | 78 | ログデート7 15 2       | "Log Date 7 15 2"              | ヒラリー・フロリド ローレン・ズーク                       | 1031-078   |

### シーズン3（2016年）
| 放送回 | ＃    | サブタイトル             | 原題                            | 脚本&絵コンテ                                                         | 制作コード    |
| ------ | ----- | ------------------------ | ------------------------------- | --------------------------------------------------------------------- | ------------- |
| 40     | 79    | スイカの島で             | "Super Watermelon Island"       | ジョー・ジョンストン ジェフ・リウ                                     | 1031-080      |
| 40     | 80    | ジェムのドリル           | "Gem Drill"                     | レイヴン・M・モリシー ポール・ヴィレコ                                | 1031-081      |
| 41     | 81    | ずっと地球で             | "Same Old World"                | ラマー・エイブラムス ケイティ・ミトロフ                               | 1031-083      |
| 41     | 82    | ルームメイト             | "Barn Mates"                    | ヒラリー・フロリド ローレン・ズーク                                   | 1031-082      |
| 42     | 83    | ダイヤモンド対決         | "Hit the Diamond"               | ジョー・ジョンストン ジェフ・リウ                                     | 1031-084      |
| 42     | 84    | 空の上のスティーブン     | "Steven Floats"                 | ポール・ヴィレコ                                                      | 1031-085      |
| 43     | 85    | レイブナイト             | "Drop Beat Dad"                 | ラマー・エイブラムス ケイティ・ミトロフ                               | 1031-087      |
| 43     | 86    | ミスター・グレッグ       | "Mr. Greg"                      | ジョー・ジョンストン ジェフ・リウ                                     | 1031-088      |
| 44     | 87    | 小粒トリオ               | "Too Short to Ride"             | ヒラリー・フロリド ローレン・ズーク                                   | 1031-086      |
| 44     | 88    | 新しいラース             | "The New Lars"                  | レイヴン・M・モリシー ポール・ヴィレコ                                | 1031-089      |
| 45     | 89    | ビーチシティ・ドリフト   | "Beach City Drift"              | ヒラリー・フロリド ローレン・ズーク                                   | 1031-090      |
| 45     | 90    | レストラン戦争           | "Restaurant Wars"               | ラマー・エイブラムス ケイティ・ミトロフ                               | 1031-091      |
| 46     | 91    | キキのデリバリー         | "Kiki’s Pizza Delivery Service" | コリン・ハワード ジェフ・リウ                                         | 1031-092      |
| 46     | 92    | センチピートル           | "Monster Reunion"               | レイヴン・M・モリシー ポール・ヴィレコ                                | 1031-093      |
| 47     | 93    | 海で2人きり              | "Alone at Sea"                  | ヒラリー・フロリド カット・モリス レベッカ・シュガー                  | 1031-094      |
| 47     | 94    | グレッグの子守           | "Greg the Baby Sitter"          | ラマー・エイブラムス ケイティ・ミトロフ                               | 1031-095      |
| 48     | 95    | 初めての任務             | "Gem Hunt"                      | コリン・ハワード ジェフ・リウ                                         | 1031-096      |
| 48     | 96    | ジャスパーの来襲         | "Crack the Whip"                | レイヴン・M・モリシー ポール・ヴィレコ                                | 1031-097      |
| 49     | 97    | スティーブンVSアメジスト | "Steven vs. Amethyst"           | ヒラリー・フロリド ローレン・ズーク                                   | 1031-098      |
| 49     | 98–99 | ビスマス                 | "Bismuth"                       | ラマー・エイブラムス コリン・ハワード ジェフ・リウ ケイティ・ミトロフ | 1031-099・100 |
| 50     | 100   | もう1つの幼稚園          | "Beta"                          | ヒラリー・フロリド ローレン・ズーク                                   | 1031-101      |
| 50     | 101   | 地球で生きる者たち       | "Earthlings"                    | レイヴン・M・モリシー ポール・ヴィレコ                                | 1031-102      |
| 51     | 102   | ふたたび月へ             | "Back to the Moon"              | ラマー・エイブラムス ケイティ・ミトロフ                               | 1031-103      |
| 51     | 103   | 宇宙のバブル             | "Bubbled"                       | コリン・ハワード ジェフ・リウ                                         | 1031-104      |

### シーズン4（2016年 - 2017年）
| 放送回 | ＃      | サブタイトル               | 原題                             | 脚本&絵コンテ                                                              | 制作コード    |
| ------ | ------- | -------------------------- | -------------------------------- | -------------------------------------------------------------------------- | ------------- |
| 52     | 104     | モンスターの気持ち         | "Kindergarten Kid"               | レイヴン・M・モリシー ポール・ヴィレコ                                     | 1040-105      |
| 52     | 105     | サードニクスの部屋         | "Know Your Fusion"               | ヒラリー・フロリド ローレン・ズーク                                        | 1040-106      |
| 53     | 106     | バディの本                 | "Buddy’s Book"                   | ラマー・エイブラムス ケイティ・ミトロフ                                    | 1040-107      |
| 53     | 107     | 心のトレーニング           | "Mindful Education"              | コリン・ハワード ジェフ・リウ 堀剛史                                       | 1040-108      |
| 54     | 108     | 占いロボット ゾルトロン    | "Future Boy Zoltron"             | レイヴン・M・モリシー ポール・ヴィレコ                                     | 1040-109      |
| 54     | 109     | 謎の女                     | "Last One Out of Beach City"     | ヒラリー・フロリド ローレン・ズーク                                        | 1040-110      |
| 55     | 110     | オニオン・ギャング         | "Onion Gang"                     | ラマー・エイブラムス ケイティ・ミトロフ                                    | 1040-111      |
| 55     | 111–112 | ジェムの感謝祭             | "Gem Harvest"                    | レイヴン・M・モリシー ポール・ヴィレコ ヒラリー・フロリド ローレン・ズーク | 1040-113・114 |
| 56     | 113     | スリージェムズ&ベビー      | "Three Gems and a Baby"          | ラマー・エイブラムス ケイティ・ミトロフ                                    | 1040-115      |
| 56     | 114     | スティーブンの夢           | "Steven's Dream"                 | コリン・ハワード ジェフ・リウ                                              | 1040-116      |
| 57     | 115     | 宇宙へ                     | "Adventures in Light Distortion" | レイヴン・M・モリシー ポール・ヴィレコ                                     | 1040-117      |
| 57     | 116     | 潜入                       | "Gem Heist"                      | ヒラリー・フロリド ローレン・ズーク                                        | 1040-118      |
| 58     | 117     | 動物園                     | "The Zoo"                        | ラマー・エイブラムス ケイティ・ミトロフ                                    | 1040-119      |
| 58     | 118     | 2人のダイヤモンド          | "That Will Be All"               | コリン・ハワード ジョー・ジョンストン レベッカ・シュガー                   | 1040-120      |
| 59     | 119     | ニュー・クリスタルジェムズ | "The New Crystal Gems"           | レイヴン・M・モリシー ポール・ヴィレコ                                     | 1040-121      |
| 59     | 120     | 嵐の部屋                   | "Storm in the Room"              | コリン・ハワード ジェフ・リウ                                              | 1040-124      |
| 60     | 121     | ロックナルド               | "Rocknaldo"                      | ヒラリー・フロリド ローレン・ズーク                                        | 1040-122      |
| 60     | 122     | グッドマン・タイガー       | "Tiger Philanthropist"           | ラマー・エイブラムス ケイティ・ミトロフ                                    | 1040-123      |
| 61     | 123     | やって来たルビー           | "Room for Ruby"                  | レイヴン・M・モリシー ローレン・ズーク                                     | 1040-125      |
| 61     | 124     | もうひとつのビデオ         | "Lion 4: Alternate Ending"       | ヒラリー・フロリド ポール・ヴィレコ                                        | 1040-126      |
| 62     | 125     | 張り込み                   | "Doug Out"                       | ラマー・エイブラムス ケイティ・ミトロフ                                    | 1040-127      |
| 62     | 126     | クールなラース             | "The Good Lars"                  | コリン・ハワード ジェフ・リウ                                              | 1040-128      |
| 63     | 127     | あなたはパパ？             | "Are You My Dad?"                | イヴン・M・モリシー ローレン・ズーク                                       | 1040-129      |
| 63     | 128     | 僕はママ                   | "I Am My Mom"                    | ヒラリー・フロリド ポール・ヴィレコ                                        | 1040-130      |

### シーズン5（2017年 - 2019年）
| 放送回     | ＃      | サブタイトル       | 原題                           | 脚本&絵コンテ | 制作コード    |
| ---------- | ------- | ------------------ | ------------------------------ | --- | ------------- |
| 64（5x01） | 129     | 人質たち           | "Stuck Together"               | ローレン・ズーク | 1053-133      |
| 64（5x01） | 130     | ローズの裁判       | "The Trial"                    | ケイティ・ミトロフ ポール・ヴィレコ | 1053-134      |
| 65（5x02） | 131     | はみ出し者         | "Off Colors"                   | ラマー・エイブラムス ジェフ・リウ | 1053-131      |
| 65（5x02） | 132     | ラースの髪         | "Lars' Head"                   | ジェフ・リウ マデリン・ケルペル | 1053-132      |
| 66（5x03） | 133     | 市長の責任         | "Dewey Wins"                   | ラマー・エイブラムス ジェフ・リウ | 1053-135      |
| 66（5x03） | 134     | 別荘で休暇         | "Gemcation"                    | マデリン・ケルペル ローレン・ズーク | 1053-137      |
| 67（5x04） | 135     | ラピスの決断       | "Raising the Barn"             | ダニー・クラッグ ヒラリー・フロリド | 1053-136      |
| 67（5x04） | 136     | 再び幼稚園へ       | "Back to the Kindergarten"     | ケイティ・ミトロフ ポール・ヴィレコ | 1053-138      |
| 68（5x05） | 137     | セイディ・キラー   | "Sadie Killer"                 | ラマー・エイブラムス ジェフ・リウ | 1053-139      |
| 68（5x05） | 138     | 最高のパーティー   | "Kevin Party"                  | ダニー・クラッグ ヒラリー・フロリド | 1053-140      |
| 69（5x06） | 139     | 宇宙のラース       | "Lars of the Stars"            | ラマー・エイブラムス ローレン・ズーク | 1053-141      |
| 69（5x06） | 140     | サバイバル         | "Jungle Moon"                  | ミキ・ブルースター ジェフ・リウ | 1053-143      |
| 70（5x07） | 141     | 真実               | "Your Mother and Mine"         | ケイティ・ミトロフ ポール・ヴィレコ | 1053-142      |
| 70（5x07） | 142     | スターへの道       | "The Big Show"                 | ダニー・クラッグ ヒラリー・フロリド | 1053-144      |
| 71（5x08） | 143     | 別の未来           | "Pool Hopping"                 | ケイティ・ミトロフ ポール・ヴィレコ ジョー・ジョンストン | 1053-146      |
| 71（5x08） | 144     | ラースへの手紙     | "Letters to Lars"              | ラマー・エイブラムス コリン・ハワード | 1053-145      |
| 72（5x09） | 145     | 地球への思い       | "Can't Go Back"                | ミキ・ブルースター ジェフ・リウ | 1053-147      |
| 72（5x09） | 146     | パールの秘密       | "A Single Pale Rose"           | ダニー・クラッグ ヒラリー・フロリド | 1053-148      |
| 73（5x10） | 147     | 事の起こり         | "Now We're Only Falling Apart" | ラマー・エイブラムス クリスティン・リウ | 1053-149      |
| 73（5x10） | 148     | 真実の余波         | "What's Your Problem?"         | ケイティ・ミトロフ ポール・ヴィレコ | 1053-150      |
| 74（5x11） | 149     | 自問               | "The Question"                 | ミキ・ブルースター ジェフ・リウ | 1053-151      |
| 74（5x11） | 150     | 旧友               | "Made of Honor"                | ラマー・エイブラムス クリスティン・リウ | 1053-152      |
| 75（5x12） | 151–152 | 再結成             | "Reunited"                     | ミキ・ブルースター ジェフ・リウ ケイティ・ミトロフ ポール・ヴィレコ | 1053-154・155 |
| 76（5x13） | 153     | 故郷の星へ         | "Legs From Here to Homeworld"  | ダニー・クラッグ ヒラリー・フロリド トム・ハーピッチ | 1053-153      |
| 76（5x13） | 154     | 記憶               | "Familiar"                     | ダニー・クラッグ ヒラリー・フロリド トム・ハーピッチ ペンデルトン・ウォード | 1053-156      |
| 76（5x14） | 155     | ひとりはふたり     | "Together Alone"               | ラマー・エイブラムス クリスティン・リウ トム・ハーピッチ | 1053-157      |
| 76（5x14） | 156     | 白昼夢             | "Escapism"                     | ジョー・ジョンストン アダム・ムトー | 1053-158      |
| 77（5x15） | 157–158 | 新たな心で（前編） | "Change Your Mind (Part 1)"    | ラマー・エイブラムス ミキ・ブルースター ダニー・クラッグ ヒラリー・フロリド ジョー・ジョンストン イアン・ジョーンズ・クォーティ クリスティン・リウ ジェフ・リウ ケイティ・ミトロフ カット・モリス レベッカ・シュガー ポール・ヴィレコ | 1053-159・160 |
| 78（5x16） | 159–160 | 新たな心で（後編） | "Change Your Mind (Part 2)"    | ラマー・エイブラムス ミキ・ブルースター ダニー・クラッグ ヒラリー・フロリド ジョー・ジョンストン イアン・ジョーンズ・クォーティ クリスティン・リウ ジェフ・リウ ケイティ・ミトロフ カット・モリス レベッカ・シュガー ポール・ヴィレコ | 1053-161・162 |

### 映画（2019年）
| 放送回 | ＃      | サブタイトル                          | 原題                         | 脚本&絵コンテ | 制作コード |
| ------ | ------- | ------------------------------------- | ---------------------------- | --- | ---------- |
| 79     | 161–167 | スティーブン・ユニバース:ザ・ムービー | "Steven Universe: The Movie" | ラマー・エイブラムス ミキ・ブルースター ダニー・クラッグ ヒラリー・フロリド ジョー・ジョンストン イアン・ジョーンズ・クォーティ アーミッシュ・クマール ジェフ・リウ ケイティ・ミトロフ カット・モリス クリス・ピアンカ マデリン・ケルペル レベッカ・シュガー ポール・ヴィレコ 堀剛史 | 1076-000   |

### スティーブン・ユニバース・フューチャー（2019年 - 2020年）
| 放送回 | ＃  | サブタイトル         | 原題                     | 脚本&絵コンテ | 制作コード |
| ------ | --- | -------------------- | ------------------------ | ------------- | ---------- |
| 80     | 168 | 学校                 | "Little Homeschool"      | TBA           | TBD        |
| 80     | 169 | 助言                 | "Guidance"               | TBA           | TBD        |
| 81     | 170 | ローズたち           | "Rose Buds"              | TBA           | TBD        |
| 81     | 171 | 2人のパール          | "Volleyball"             | TBA           | TBD        |
| 82     | 172 | ブルーバード         | "Bluebird"               | TBA           | TBD        |
| 82     | 173 | 人気者               | "A Very Special Episode" | TBA           | TBD        |
| 83     | 174 | 鬼ごっこ             | "Snow Day"               | TBA           | TBD        |
| 83     | 175 | 成長                 | "Why So Blue?"           | TBA           | TBD        |
| 84     | 176 | 卒業                 | "Little Graduation"      | TBA           | TBD        |
| 84     | 177 | 心の棘               | "Prickly Pair"           | TBA           | TBD        |
| 85     | 178 | 夢の中で             | "In Dreams"              | TBA           | TBD        |
| 85     | 179 | 友達作り             | "Bismuth Casual"         | TBA           | TBD        |
| 86     | 180 | 永遠の愛             | "Together Forever"       | TBA           | TBD        |
| 86     | 181 | 心の痛み             | "Growing Pains"          | TBA           | TBD        |
| 87     | 182 | ミスター・ユニバース | "Mr. Universe"           | TBA           | TBD        |
| 87     | 183 | 破片                 | "Fragments"              | TBA           | TBD        |
| 88     | 184 | 再び故郷の星へ       | "Homeworld Bound"        | TBA           | TBD        |
| 88     | 185 | 大丈夫               | "Everything's Fine"      | TBA           | TBD        |
| 89     | 186 | モンスター           | "I Am My Monster"        | TBA           | TBD        |
| 89     | 187 | 旅立ち               | "The Future"             | TBA           | TBD        |